# Cambrils
Cambrils es un municipio ubicado en el nordeste de España, en la comunidad autónoma de Cataluña. Pertenece a la provincia de Tarragona, y a la comarca del Bajo Campo. Cuenta con 36 849 habitantes (INE 2024) y es el quinto municipio más poblado de la provincia. Se sitúa a 19 kilómetros de la capital provincial.
La villa de Cambrils, anclada en el centro de la Costa Dorada, rodeada por las sierras de Llaberia, de Argentera y de la Mussara, de suaves pendientes que desembocan al mar, es la segunda población de la comarca del Bajo Campo.
No debe confundirse con el pequeño núcleo de población de Cambrils, del término municipal de Odén, en la comarca del Solsonés (provincia de Lérida), que también es conocido como Cambrils de los Pirineos; ni tampoco con Cabrils, comarca del Maresme (provincia de Barcelona).

## Toponimia
Los historiadores y los filólogos aún no han llegado a ninguna conclusión definitiva sobre el origen etimológico Cambrils, que aparece por primera vez en la documentación con esta forma literal, en el año 1152, en la donación del lugar por parte del conde de Barcelona, Ramón Berenguer IV, al caballero Ponç de Rigomir. Se apuntan hasta 4 teorías sobre el toponímico las cuales implican en definitiva diferentes teorías del origen del actual núcleo principal de población, eso si, sin olvidar los distintos asentamientos que se han localizado en otros lugares del municipio, desde el neolítico, pasando por la etapa ibérica, romana, hispano-visigoda, y hispano-musulmana. 
Teoría bereberes: Cambrils procedería de Qámrila. Según el experto arabista Xavier Ballestín Navarro, en el norte de África, en la zona del Magreb, se localizaría un linaje de Alfaquines (médicos) que sirvieron tanto a los Almorávides como a los Almohades, y que era procedente de este lugar llamado Qámrila. Dicho linaje se documenta en los años en que se lleva a cabo la colonización cristiana de la zona del Campo de Tarragona (1146-1158), y Qamrila era una alquería ubicada en la Taifa de Tortosa. Esta hipótesis de ser cierta confirmaría la existencia de un núcleo de población anterior a la repoblación cristiana. 
Teoría de procedencia de otros lugares con idéntica denominación. Existe por un lado un pequeño poblado, con restos de castillo, llamado Cambrils, en una sierra de los Pirineos, concretamente en el municipio de Odén, comarca de Solsonés, provincia de Lérida, que constituye la principal pedanía. Este Cambrils, está sito a unos 200 km aproximadamente, al norte. De idéntica manera, existe una cadena montañosa llamada sierra de Cambrils, en la comarca pirenaica en la comarca del Ripollés. Esta hipótesis situaría la creación del actual núcleo de población en el momento de la conquista y repoblación cristiana por parte del Conde de Barcelona, con efectivos demográficos procedentes del dicho territorio pirenaico.
Teoría del filólogo Joan Coromines: atribuye a un topónimo derivado del latín y que aludiría a “cámara o camera” ("cambra" en catalán).
Teoría ibérica: Enric Aguadé Sans, en su estudio de “Topónimos ibérico. Las palabras y nombres de lugares que han perdurado del idioma ibérico“, opina que tiempo de iberos y romanos, Cambrils estaba situado en las proximidades de un estuario y puerto natural cercano a la desembocadura de la riera de Alforja (la cual procede de las montañas que limitan el norte del Campo de Tarragona). El camino secular ibérico, conocido como Vía Heraclea, y en tiempo romano, como Vía Augusta, discurría paralela a la costa, a una distancia prudencial, y cruzaba por un vado la riera en el lugar cercano a la parte más antigua de la población. Según Enric Aguadé, Cambrils o Qamrila procederían del ibero, y significaría: - Can o Cam = montaña + Be = debajo, baja + Er = barranco + Els o Ils = hondo. Todo ello sería Cam+be+er+ils que equivaldría a Barranco hondo que baja (o debajo) montaña.

## Geografía
Situado al sureste de la comarca natural del Campo de Tarragona, en la parte más baja de la llanura y al lado del mar, su término municipal tiene 34,76 km2. La superficie es mayoritariamente plana, con una ligera pendiente de unos 2 % de media, de norte a sur. La altura máxima del municipio es de 104 metros sobre el nivel del mar, en el límite con Montbrió de Tarragona. El centro urbano se alza a 24 metros sobre el nivel del mar. El término municipal de Cambrils limita con el mar, y con los términos municipales de Montroig (al oeste); Montbrió de Tarragona y Riudoms al norte; Vilaseca y Salou al este. El término municipal de Viñols y Archs (ubicado entre los de Montbrió de Tarragona y Riudoms) penetra en forma triangular en la zona central del de Cambrils, y lo parte prácticamente en dos.
El término municipal está atravesado por la autopista del Mediterráneo (AP-7), por la autovía del Mediterráneo (A-7), por la carretera nacional N-340, entre los pK 1141-1144 y 1147-1148, y por la carretera local T-312, que conecta con Montbrió de Tarragona.
| Noroeste: Montbrió de Tarragona | Norte: Montbrió de Tarragona, Viñols y Archs y Riudoms | Noreste: Vilaseca         |
| Oeste: Montroig                 |                                                        | Este: Salou               |
| Suroeste: Montroig              | Sur: Mar Mediterráneo                                  | Sureste: Mar Mediterráneo |

A nivel peninsular, como curiosidad geográfica, el istmo (el lugar más estrecho) de la península ibérica se ha establecido técnicamente en la línea recta entre el Atlántico y el Mediterráneo que sería la diagonal comprendida entre la ciudad de Bayona (Francia) y la localidad de Cambrils (Tarragona).
Otra curiosidad geográfica, tal como se ha expuesto antes, es la existencia de los núcleos urbanos o barrios de Molí d'Avall, Fontcuberta y Sant Joan dels Arcs, que aunque pertenecen al término municipal del pueblo de Viñols, se hallan encastadros dentro del centro urbano de Cambrils. En el INFORME SOBRE LA REVISIÓN DEL MODELO DE ORGANIZACIÓN TERRITORIAL DE CATALUÑA, elaborado por la Comisión de expertos creada por acuerdo del Gobierno de la Generalidad de Cataluña de 3 de abril de 2000, a instancia de los diferentes grupos del Parlamento de Cataluña, presentado en diciembre de 2000, conocido también como informe Roca, en su página 132, se proponía la corrección de disfuncionalidades en los límites municipales dado que el extremo meridional del término de Viñols y Archs se encuentra a 5 km del pueblo y está empotrado en el término de Cambrils, formando un continuo urbano. Se considera en dicho informe que esta situación imposibilita una planificación y gestión urbanística correcta en este sector. Se propone en el mismo la corrección de los límites territoriales agregando dichos núcleos al de Cambrils.

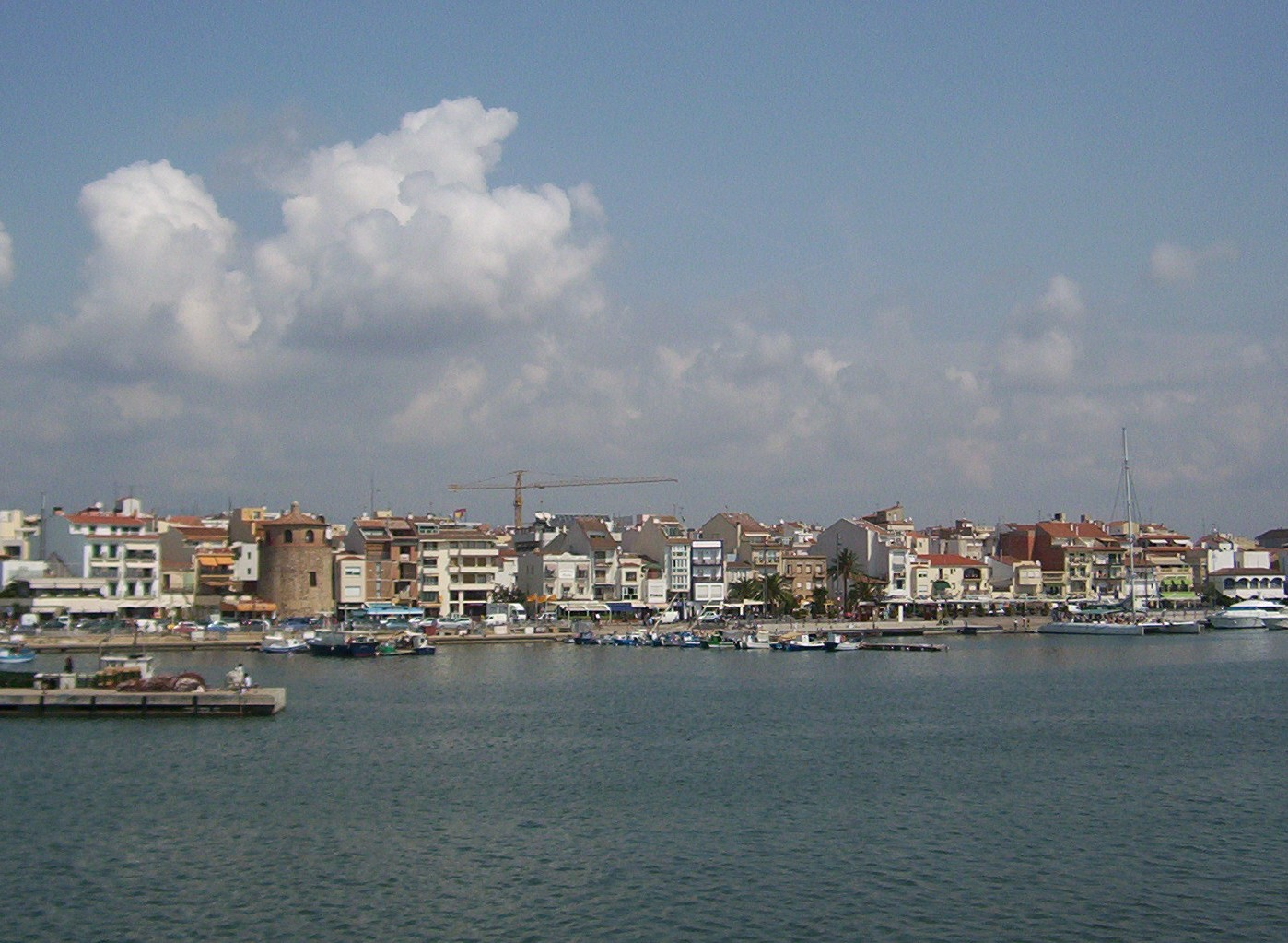
Puerto de Cambrils con la torre de vigilancia

### Playas

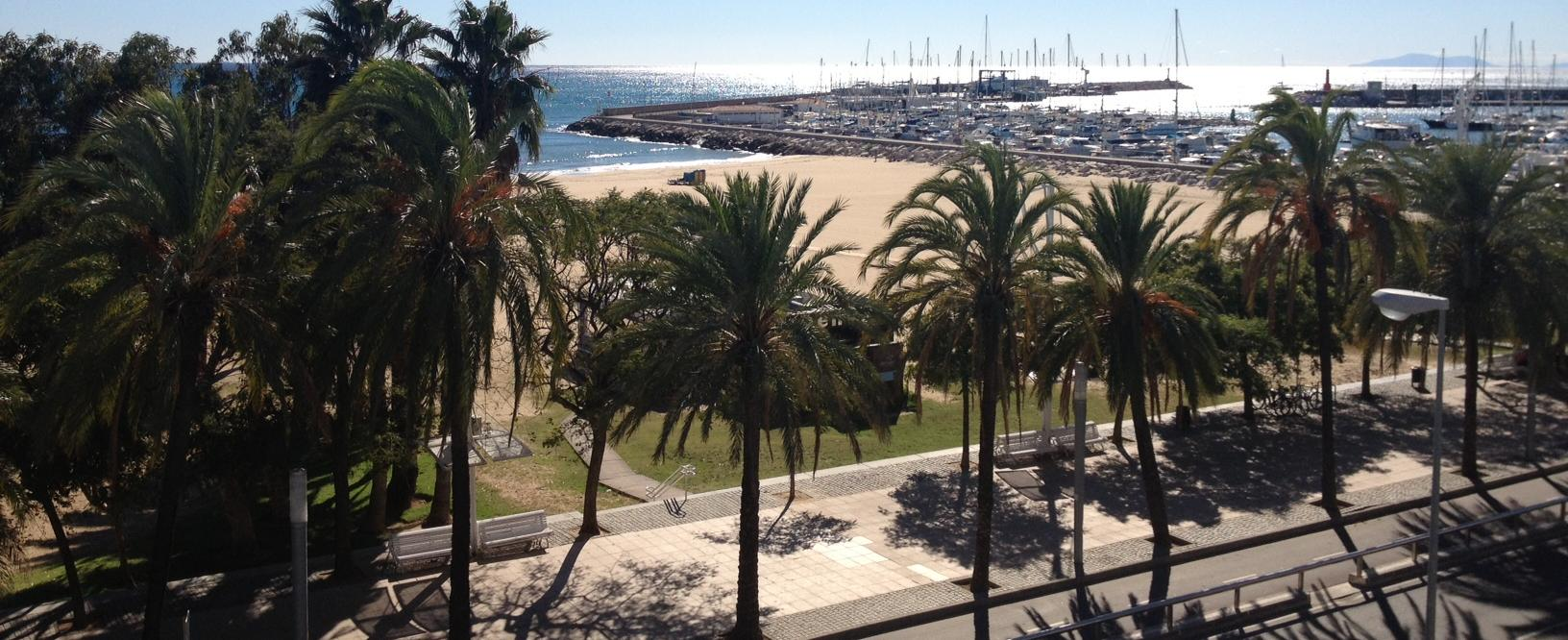
Playa del Prat d'en Forest,a la altura de la desembocadura del barranco del Regueral

Uno de los lugares geográficos más famosos y conocidos de Cambrils son sus playas. El municipio tiene un total de 9 km de playa arenosa, y és donde empieza el golfo de Sant Jordi, algo más allá de la punta de Sant Pere, y se extiende hasta la punta de la riera de Riudecanyes. El puerto intercepta la línea de playas dejándolas a poniente y a levante.
Estas son:
Playas de levante

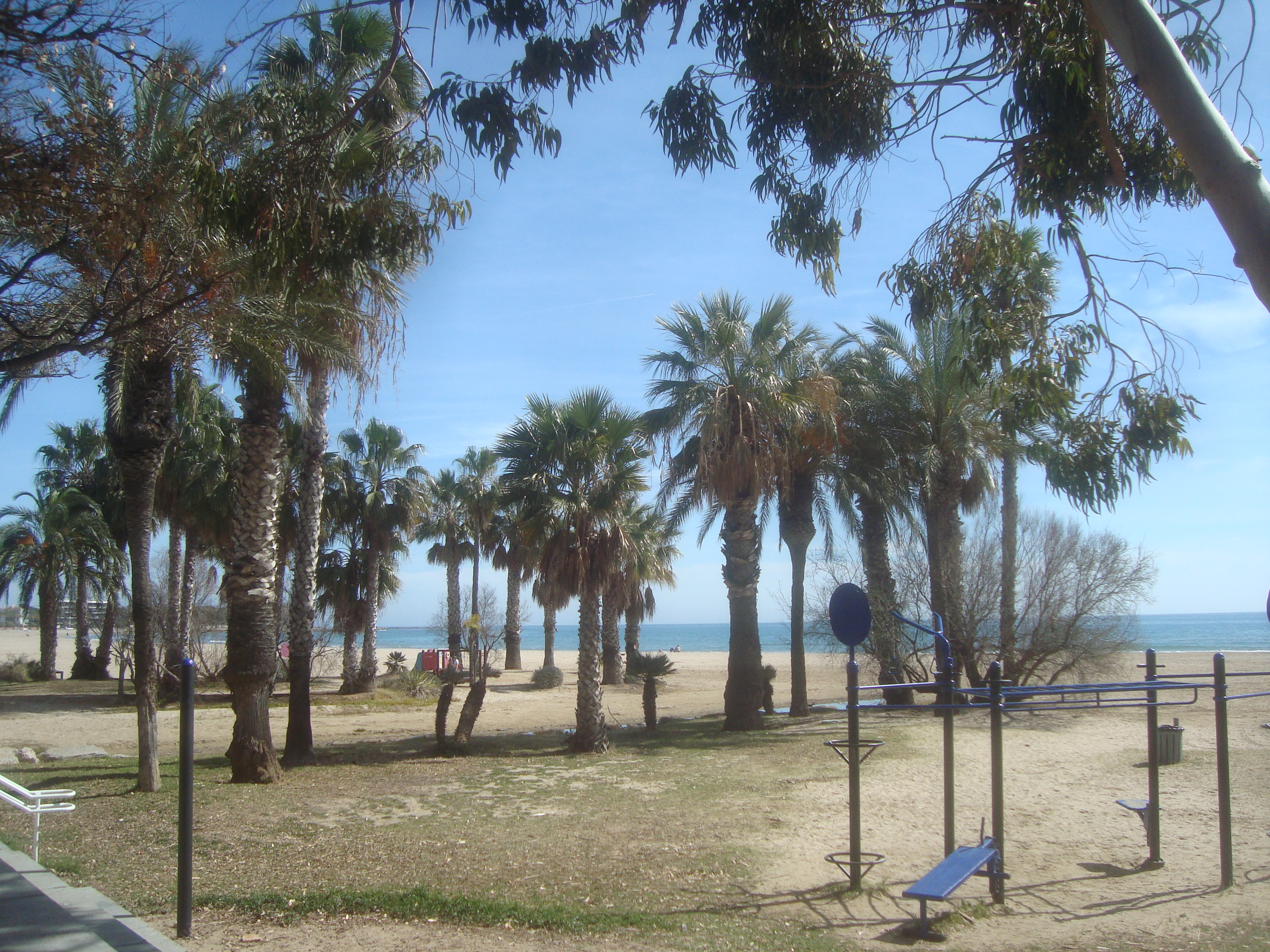
Oasis de palmeras de la Platja Prat d'En Forès, Cambrils

- Oasis de palmeras de la Platja Prat d'En Forès, Cambrilsdel Prat d'en Forés y del Regueral. Longitud: 975 m. Anchura media: 75 m. Grado de ocupación: muy alto

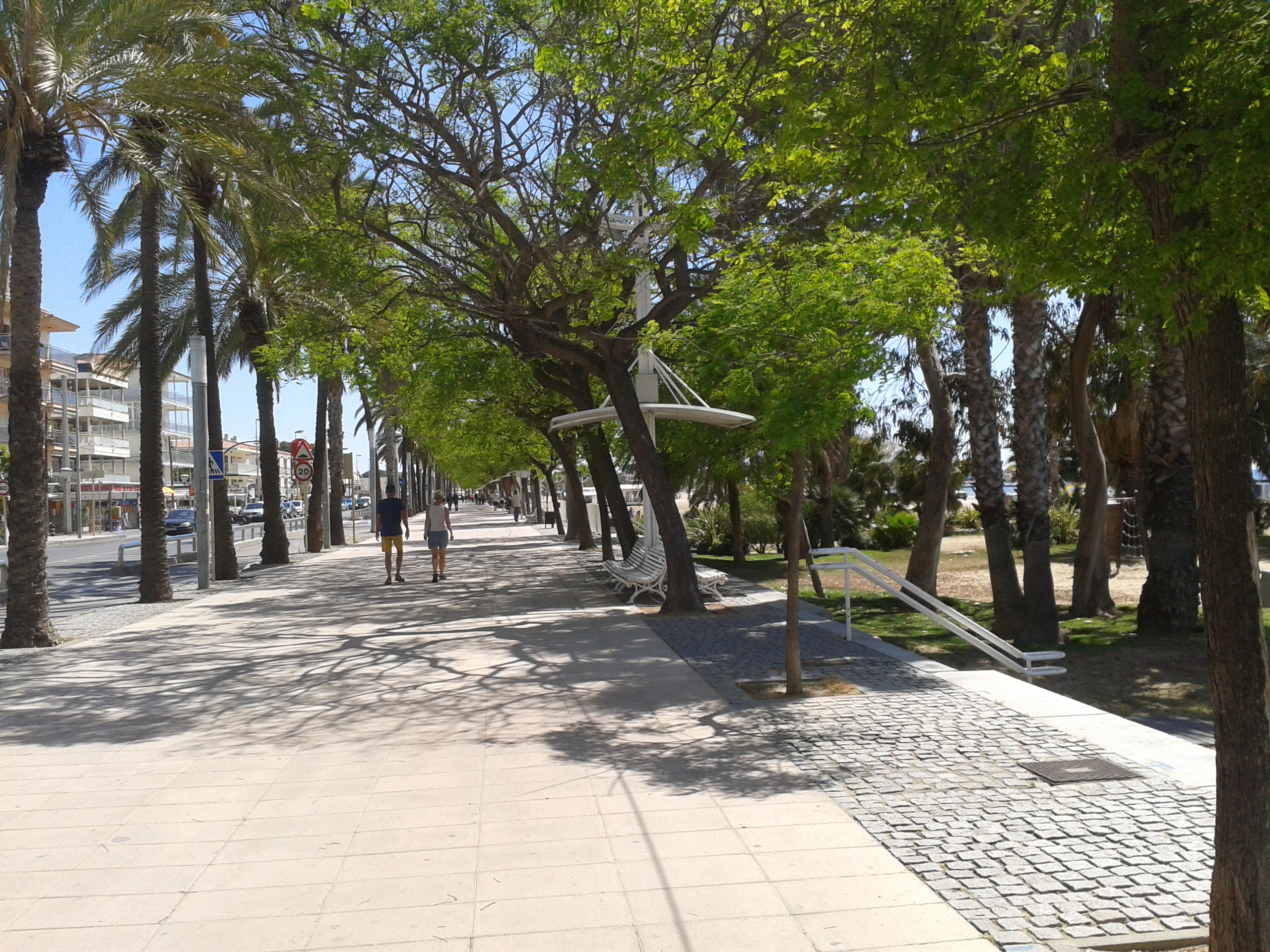
Paseo marítimo del Levante, Av. Diputación y playa del Prat d'en Forest

- del Cavet. Longitud: 700 m. Anchura media: 30 m. Grado de ocupación: bajo.
- de l'Esquirol. Longitud: 900 m. Anchura media: 50 m. Grado de ocupación: alto.
- de Vilafortuny.Longitud: 1475 m. Anchura media: 60 m. Grado de ocupación: alto
- del Cap de Sant Pere. Longitud: 775 m. Anchura media: 40 m. Grado de ocupación: alto.

Playas de poniente

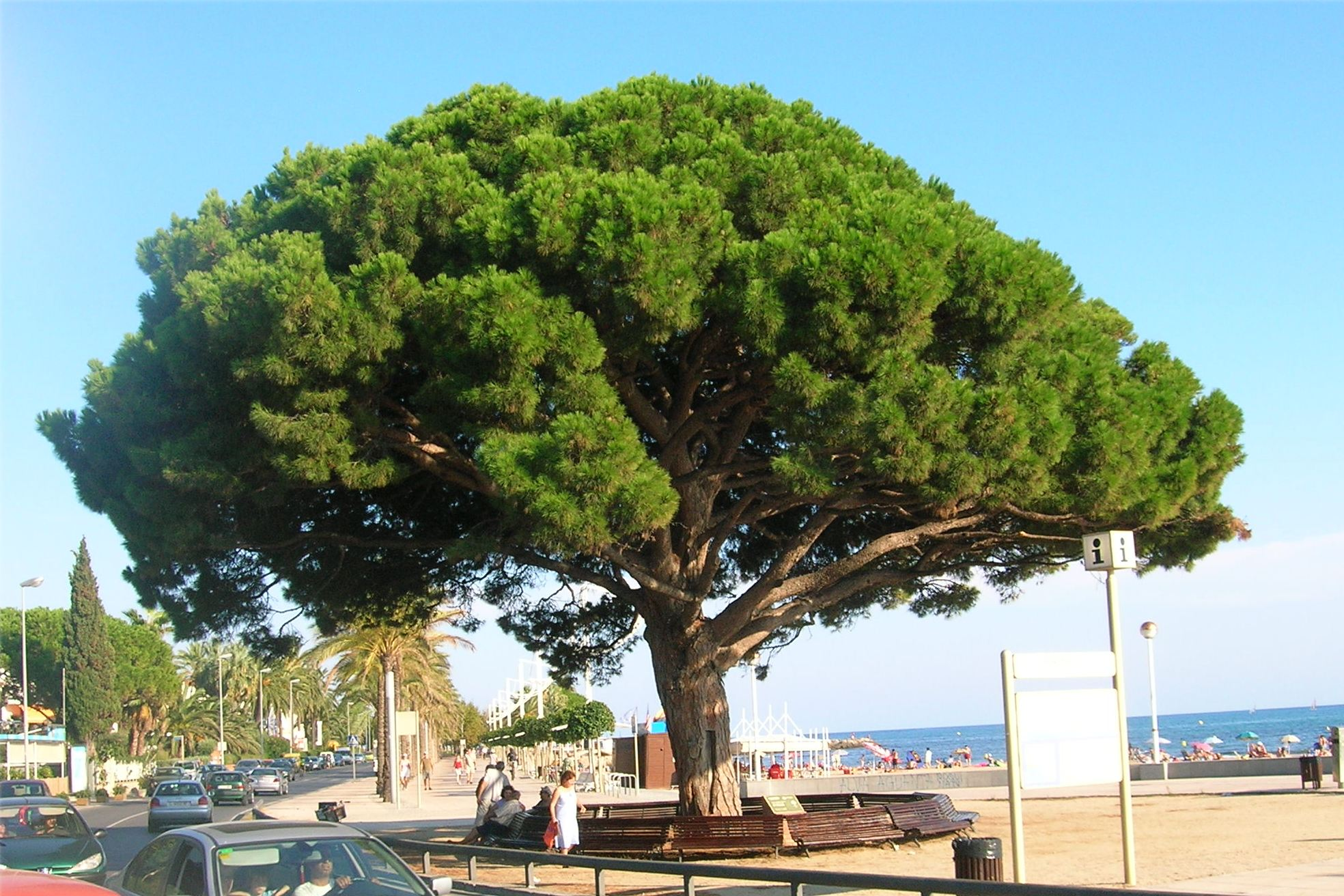
El Pino Redondo (Pi Rodó) - en la playa del Prat d'en Forest

- de la desembocadura de La Riera de Alforja. Longitud: 200 m. Anchura media: 25 m. Grado de ocupación: alto. La compañía de animales domésticos (perros) con sus dueños ha sido autorizada por el Ayuntamiento en uno de sus tramos, en septiembre de 2015.
- de l'Horta de Santa Maria. Longitud: 550 m. Anchura media: 50 m. Grado de ocupación: alto
- de La Llosa. Longitud: 1000 m. Anchura media: 55 m. Grado de ocupación: medio
- de L'Ardiaca. Longitud: 1600 m. Anchura media: 50 m. Grado de ocupación: medio

### Biogeografía
En toda el área que cubre la zona puede encontrarse el pino piñonero, típico de las costas mediterráneas y el más representativo de la zona; está presente en pequeñas agrupaciones en los alrededores, cerca de las rieras y barrancos, así como por el litoral.
Árboles también típicos son los algarrobos que crecen en muchas zonas y que provienen de cultivos cercanos, como también alcornoques, olivos silvestres y otras especies autóctonas.

### Morfología urbana
La villa de Cambrils (33 400 hab en el año 2012), tuvo sus orígenes en un núcleo fortificado ubicado a 1 km de distancia aproximadamente de la costa, cerca del vado del camino real de Barcelona a Valencia (antigua Via Augusta de los romanos), sobre la riera de Alforja. En los últimos siglos, la población se expandió y se concentró en dos núcleos separados por 1 km (la zona marinera del Puerto de Cambrils, a la orilla del mar, y la villa campesina y comercial del interior). Durante el siglo XX, ambos núcleo fueron unidos por el proceso de crecimiento urbanístico.
El impulso turístico que ha recibido la ciudad, comprendida dentro de la Costa Dorada, ha sido lo principal factor que explica la transformación de la morfología urbana así como de su economía (antiguamente agraria y pesquera) del municipio en otra caracterizada por el desarrollo del comercio y de los servicios. La ciudad fue ensanchando también a lo largo de la costa, al este y oeste del núcleo del barrio de la Marina o puerto; así como a partir del núcleo del antiguo castillo de Vilafortuny. Así mismo, la carretera local y costera que unía Cambrils con Salou se convirtió en una columna vertebral por lo que fue expandiéndose a ambos lados la ciudad.

### Lugares singulares
- El Faro rojo: ubicado al final del rompeolas del muelle de poniente, del puerto de Cambrils, en contraposición del faro verde, está considerado como uno de los elementos característicos de la ciudad y su espacio portuario. Este, junto con el verde, funciona y sirve como referencia para orientar las embarcaciones durante la noche y está situado en la punta del muelle. Es visita obligada para los amantes de las buenas fotografías y del disfrute de maravillosas puestas de sol, y mirador privilegiado de la vida cotidiana de los pescadores.
- El Pino redondo: árbol centenario declarado de Interés Local y Comarcal. Ubicado en el paseo marítimo de poniente, en la Av. Diputación, cruce con la avenida de Juan XXIII, está considerado como un lugar de referencia por su singularidad y belleza natural.

- El muelle de ribera del puerto, conocido popularmente como Mollet del rec. Espacio neurálgico situado delante de la Torre del Puerto, en pleno centro del Puerto de Cambrils. En su tramo central, el muelle desciende hasta el nivel del agua y de la dársena en las llamadas "Escaleras Reales". Un espacio donde se realizan tradicionalmente numerosos encuentros, actos y eventos sociales y festivos. En el año 2011 se inauguró la escultura del reconocido artista cambrilense David Callau Gené que lleva por título "En el pla de les Serenes". Conjunto escultórico realizado en acero corten, cerámica y acero inoxidable, conmemorativo en recuerdo del centenario del Año de las Desgrácias (1911-2011) en el que muchos pescadores del litoral catalán, varios de ellos de Cambrils, fallecieron. Dicho conjunto escultórico formado por tres pescadores que representas las almas. En sus manos llevan dos cestas de pescado para vender, como se hacía antiguamente. Las dominan dos sirenas de alturas majestuosas que simbolizan la bonanza y la tempestad, La Dulce y la Calma de este mar. Seres mitológicos metáforas también de los elementos: El sol y la luna, determinantes a la hora de salir a pescar. Observándolo todo, el pequeño Adrián es el símbolo del presente y del futuro, la nota de color y ternura. Infancia e inocencia que observa la escena desde un plano de serenidad.

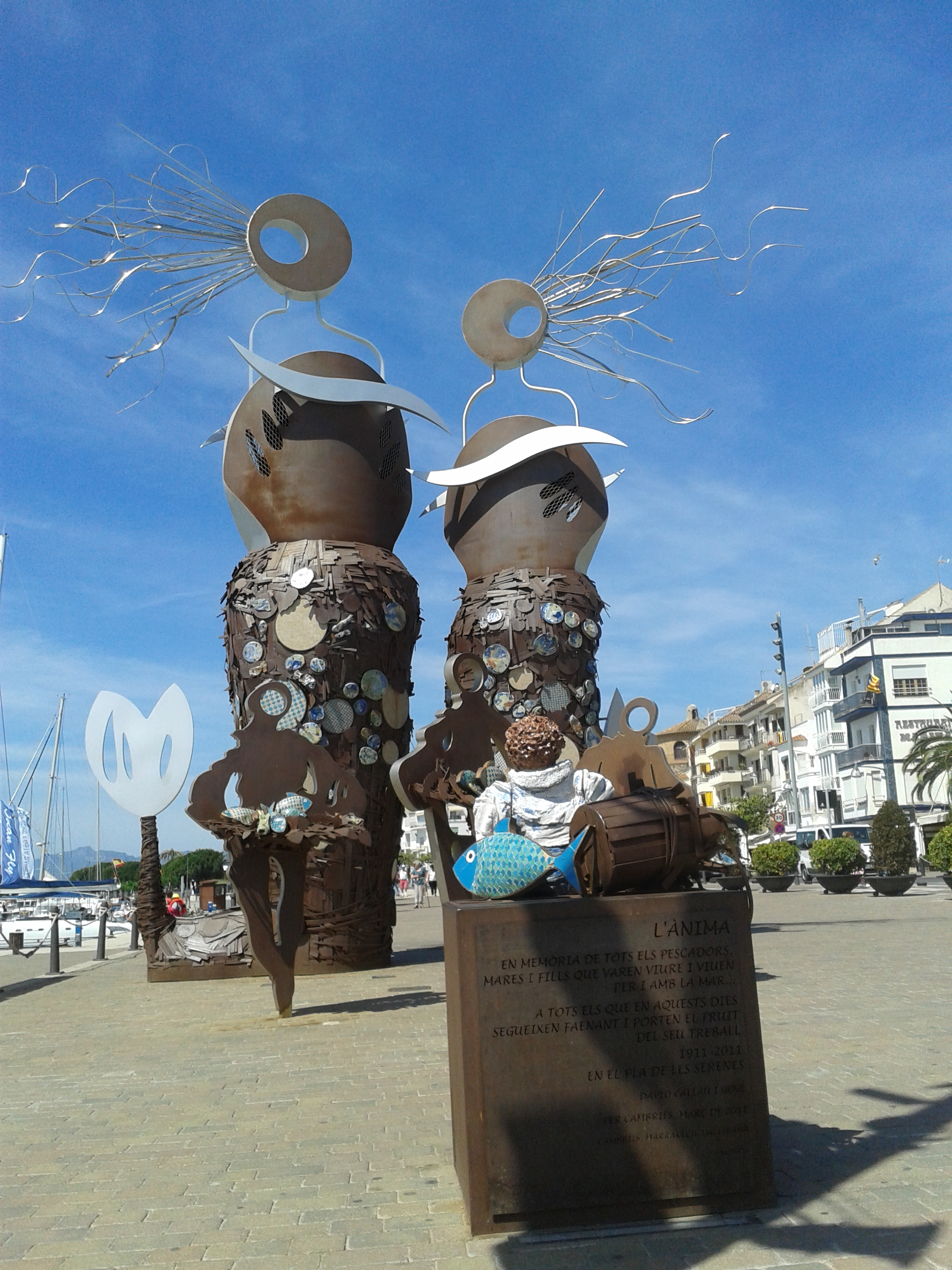
Puerto de Cambrils, conjunto escultórico en el Pla de les Serenes

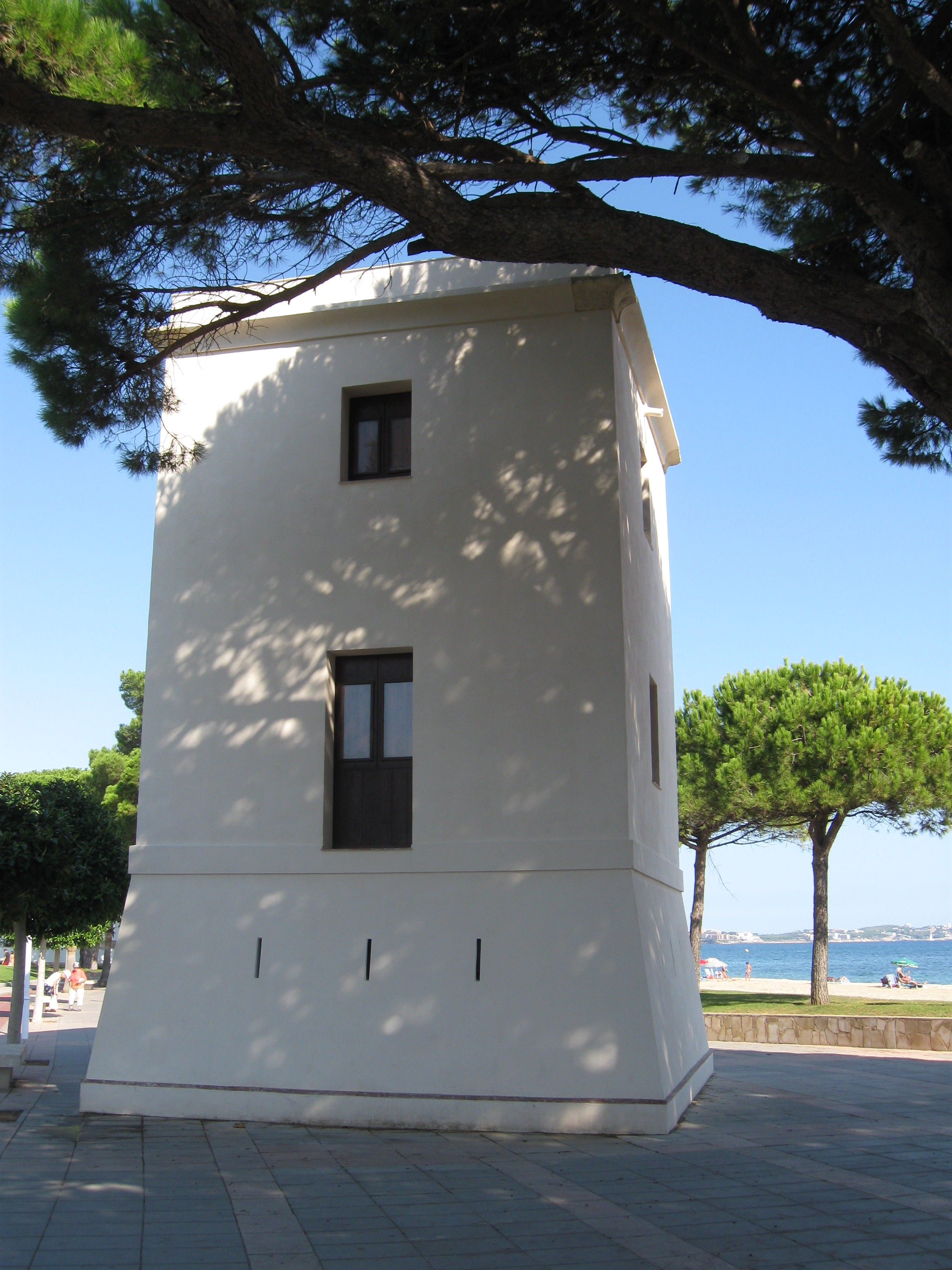
Playa Esquirols con la torre de vigilancia y de telegrafía óptica militar

- Torre del Esquirol: torre telegráfica militar de señales ópticas, construida durante el siglo XIX, para optimizar las comunicaciones de la época mediante la telegrafía óptica. Punto de comunicación telegráfica entre Barcelona y Valencia. Es una de las mejor conservadas del Estado. Desde 2005 está adscrita al Museo de Historia de Cambrils.
- Torre de la Ermita: torre de vigilancia declarada Bien Cultural de Interés Nacional por el buen estado de conservación, por la impresionante altura y por el interés histórico, de estilo gótico militar. Situada dentro del recinto del Santuario de la Virgen del Camino, data del siglo XIV, cuando tenía la función de vigilancia de la costa y del antiguo Camino Real de Barcelona a Valencia. Forma parte de la red del museo de historia local. Se conserva su distribución interna con escaleras de caracol en las salas se puede visitar una muestra sobre Cambrils en la Edad Media.
- Torre del Puerto: torre de vigilancia del siglo XVII que servía para defenderse de los ataques piratas, por lo que también era conocida como torre de los moros. Situada enfrente del puerto, forma parte de la conocida fachada portuaria de Cambrils. El barrio de la marina o del puerto de Cambrils se edificó en torno a la protección que ofrecía dicha torre defensiva, que entre los siglos XVII y XVIII se hallaba dotada de artillería. En el siglo XX, pasó a manos privadas, que modificaron su parte superior dándole el aspecto actual.

Actualmente se utiliza como sala de exposiciones temporales especialmente relacionadas con el patrimonio marítimo.

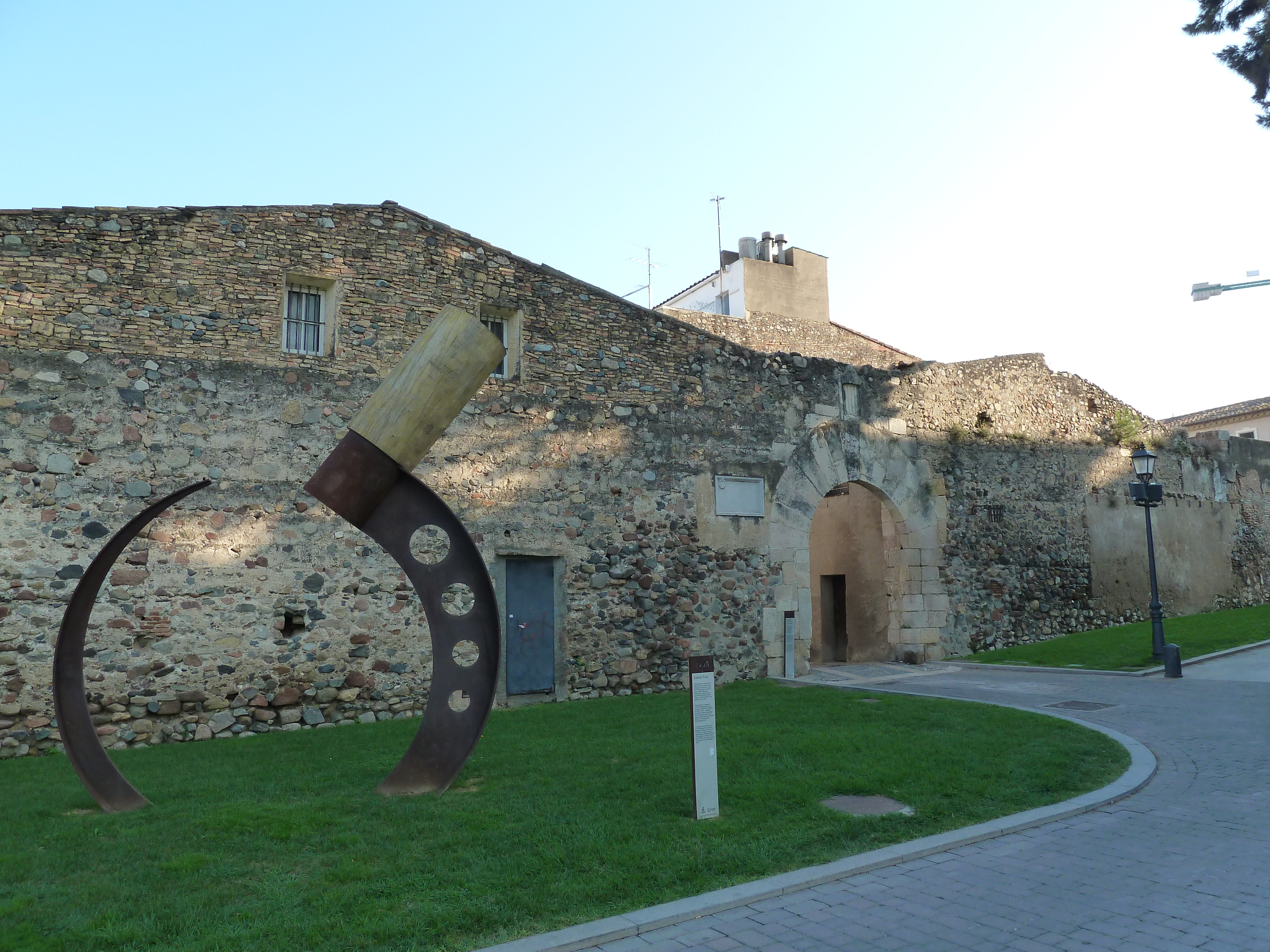
Restos del lado septentrional de la muralla del puerta norte conocida com Portal del carrer Major o del Capuig)

- El barrio antiguo de la Villa de Cambrils. Ubicado a aproximadamente a 1 km del puerto y del mar, es el núcleo en el cual se fundó e inició la población durante la Edad Media, a partir de la Reconquista a los poderes musulmanes de Tarragona y de toda la zona del Campo de Tarragona. La villa se fortificó a partir del reinado del Pedro III el Ceremonioso con una muralla que la encintó completamente.

### Climatología
Cambrils tiene un clima benigno y suave, con temperaturas medias durante el verano de 25 °C y en el invierno de 12 °C. Y es típicamente mediterráneo, si bien la humedad característica de las zonas cercanas al mar es contrarrestada por el viento seco del noroeste conocido como "mestral". La media de humedad anual oscila entre el 69 % y el 75 %. Los veranos no son excesivamente cálidos, puesto que la media máxima al mes de agosto es de 26,7 °C. Los inviernos no son tampoco muy fríos, puesto que la mínima es de 5,7 °C en el mes de enero.

### Parques y jardines
Cambrils es una ciudad jardín. Dispone de numerosos parques y jardines a lo largo y ancho de la población. Los más conocidos son:
- Parque del Pescador: fue el primer parque de Cambrils y se hizo en memoria de los pescadores. Está situado junto al puerto y delante de la playa de la desembocadura de la riera. Es un parque de unos 5000 m². El parque, es un parque mixto, es decir, parque mediterráneo en la zona sur y subtropical en la zona central. Consta de tres zonas lúdicas para niños y de un escenario / auditorio desde donde se realizan muchas actividades musicales y festivas, con vestidores y un bar. Sus vías interiores tienen nombres simbólicos como por ejemplo la Alameda de Salvador Allende. Hasta en los años '60 era un campamento.

- Parque del Pinaret: es el parque más grande y más nuevo de Cambrils y ocupa una superficie de 4,5 hectáreas. Fue construido en 3 fases y está estructurado en 4 zonas: una plaza pública pavimentada, donde hay un cobertizo fotovoltaico y unas gradas para realizar actividades / auditorio al aire libre; un aula verde que recrea una parcela agrícola para el estudio de diferentes especies autóctonas; una zona de bosque con mesas de pícnic y caminos para pasear. Dispone así mismo de zona de juegos para los más pequeños; rocódromo; pista skate y de Parque Infantil de Tráfico para la educación viaria. El parque infantil de tráfico está ubicado en el Parque del Pinaret (Fase 3), de la ciudad de Cambrils, y fue inaugurado en febrero de 2011. Es un parque especialmente indicado para niños y niñas de 7 a 11 años. Dispone de señalización vertical y horizontal, calles de doble y de único sentido, rotonda, etc., y está diseñado y ubicado para que se pueda utilizar por parte de las madres y padres que quieran enseñar a sus hijos, así como para las clases prácticas que los Agentes Escolares de la Policía Local de Cambrils efectúan cada año, desde la creación de la unidad de Educación Vial en el 1991.

- Parque del Nou Cambrils: es junto al del Pescador uno de los más antiguos de la ciudad. Remodelados en su totalidad a mitad del primer decenio del 2000, consta de pista de futbito / básquet; zona infantil; pasarela de acceso y del Centro Cívico de Nou Cambrils.

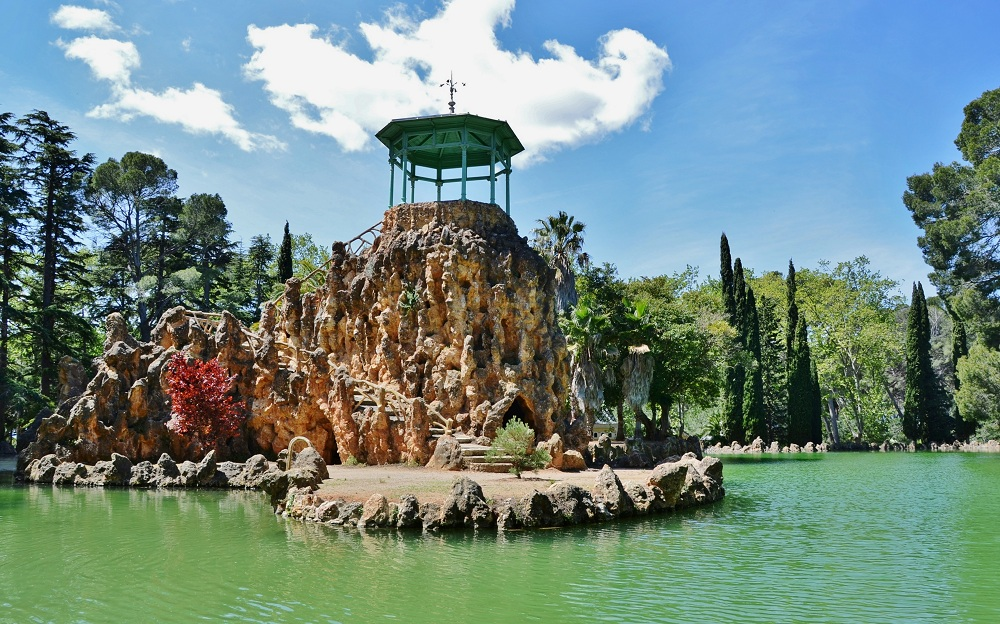
Lago y torre mirador del Parc Samà

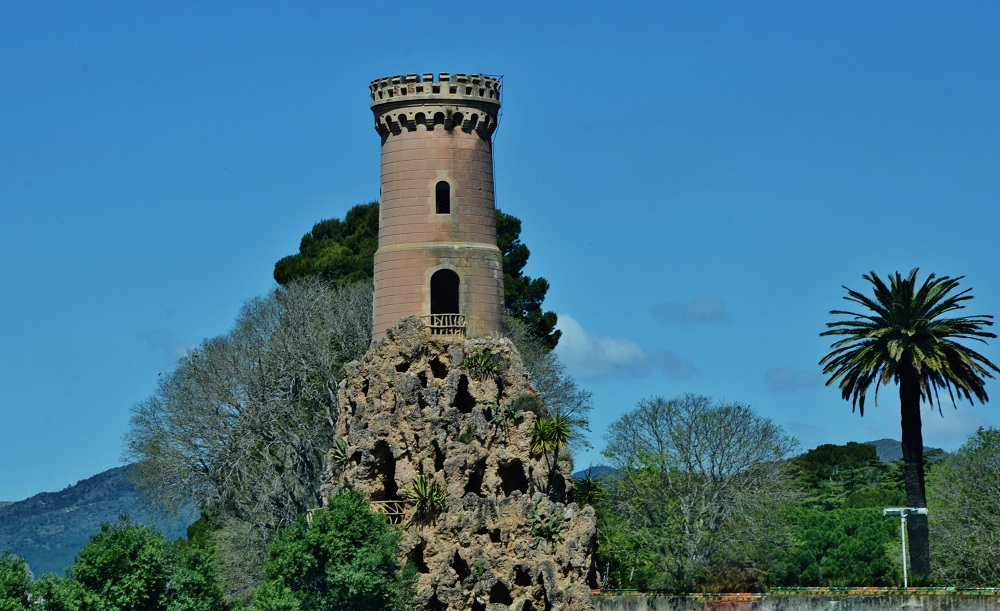
Torre mirador neogótica del Parque Samà

- Parc Samà: con 14 ha, se halla enclavado fuera del núcleo urbano (a unos 5 km aproximadamente), en medio de campos de avellanos, almendros, melocotones, olivos y viñas, entre los núcleos urbanos de Cambrils, Vinyols y Montbrió de Tarragona, a 70 m s. n. m., y entre las rieras de Alforja y Riudecanyes. El realizador y promotor fue don Salvador Sama y Torrens, Marqués de Marianao (1861-1933). El Parque conserva ese sabor romántico de las postrimerías de la época colonial, ya que el Marqués era sucesor de una familia establecida en Cuba, y quiso trasladar el ambiente exótico del Caribe. Para ello, encargó el proyecto del jardín al insigne maestro de Obras don José Fontsere y Mestres, cuyo padre, don José Fontsere Domenech era natural de la vecina población de Vinyols y Arcs. José Fontsere Mestres fue autor del Parque de la Ciudadela de Barcelona y junto a su ayudante el arquitecto Antonio Gaudí y Cornet, de la construcción de la Gran Cascada del mismo. La plantación del parque dio comienzo en 1881. Posteriormente, el marqués de Marianao hizo construir diversos habitáculos y jaulas para albergar los distintos animales de su Zoo privado, ubicados alrededor del recinto botánico y del mismo estilo que el restante conjunto arquitectónico, o sea, hechos a base de piedras calizas (rocalla), y disimulando el elemento de agarre entre ellas con sulfato de hierro, al estilo de las cascadas ochocentistas. El Zoo desapareció durante la última guerra civil, quedando solamente las edificaciones del mismo. El palacete y el Lago constituyen los centros de gravedad del conjunto del Parque. Les siguen en importancia la Torre Medieval y la Cascada. Como árboles y plantas, se hallan numerosas especies como plátanos (Platanus orientalis); mandarinos (ordenados geométricamente en cuadro); robles (Quercus robur); tilos (Tilia cordata; castaños de indias (Aesculus hippocastanum); nenúfares (Nymphaea alba), palmeras (Phoenix canadiensis); palmitos (Chamaerops excelsa y Ch. humilis) y alguna Washingtonia filifera; también hay yucas brasileñas; una rarísima especie tropical de Wichichintum (originaria del Brasil); cedros (Cedrus deadara) Pinus halepensis, Taxodium dactara (de origen mexicano). El Lago, con su Canal y Cascada, forman el centro más atractivo del Parque. Su superficie es de 1 ha. En él, hay tres islas, enlazadas por puentes hechos con cemento imitando troncos de madera. En la isla central, sobresale una montaña de singular belleza, construida con grandes rocallas que en su interior forman una gruta con embarcadero. Sobre ella, un mirador con templete remata el conjunto. La isla junto al puente que da al canal, contiene un ejemplar de, muy bello y de rara especie en nuestro país, de unos 20 m de altura cuyas hojas caducas, de color amarillento en primavera, verde en verano y rojo en otoño, le hacen ser, quizás, el árbol más exótico del Parque, ya que su rareza radica en que sus raíces crecen y viven dentro del agua. El canal va a dar a una original cascada que abastece de agua a todo el Lago. Esta, proviene de una mina subterránea de 5 km de longitud construida especialmente para este fin. Se utiliza además para regar todas las especies botánicas del «Parque», sin cuyo manantial no sería posible la vida y existencia del mismo.

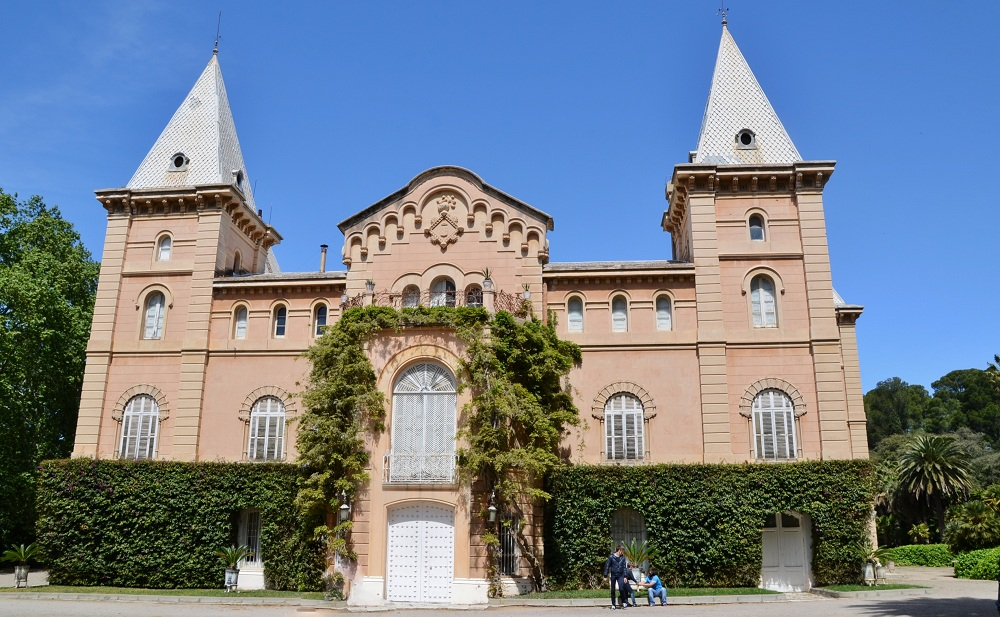
Palacete del Parque Samà

### Puerto

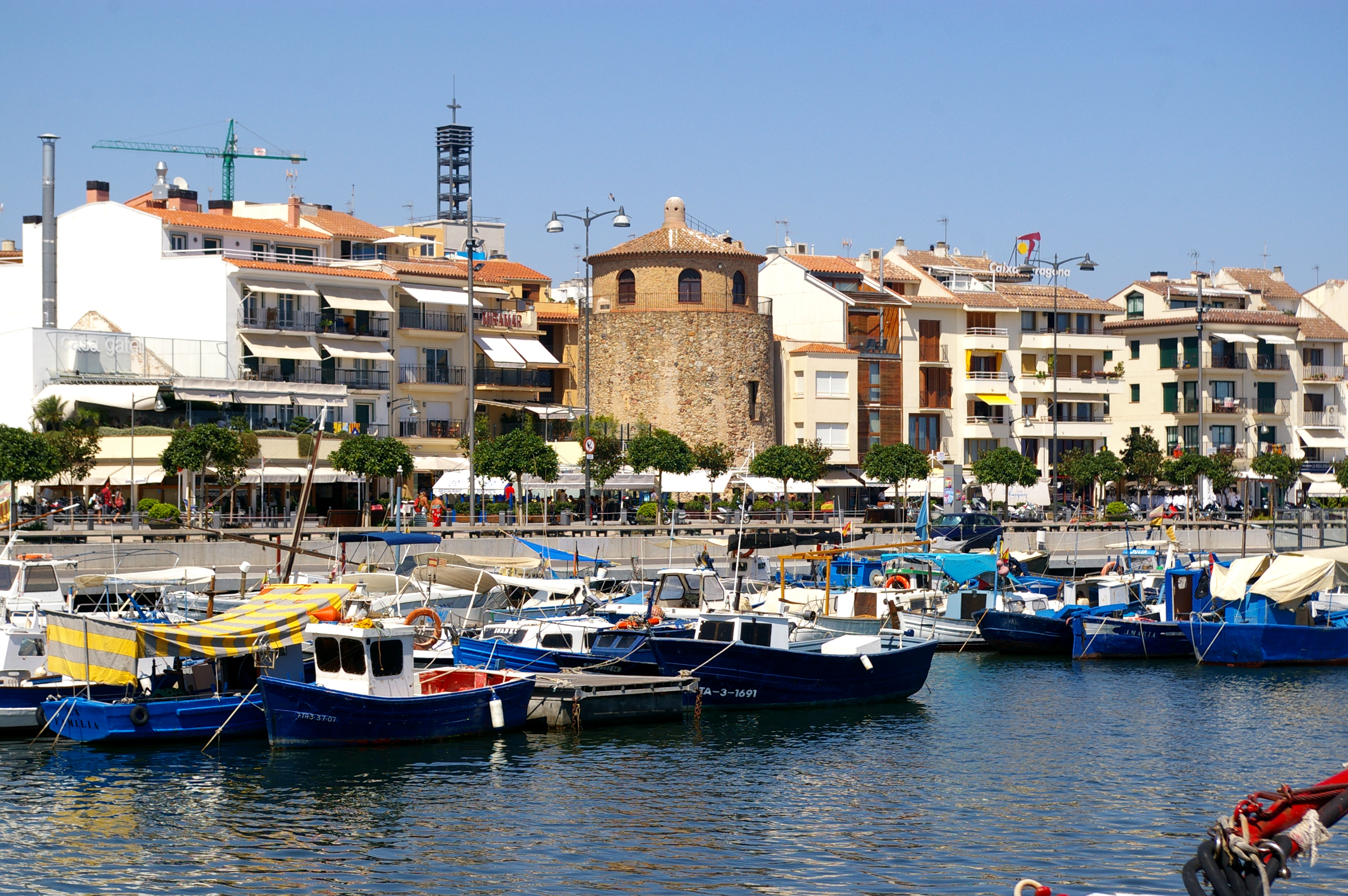
Puerto de Cambrils

La playa de Cambrils cercana a la desembocadura de la riera de Alforja se utilizaba como puerto tanto para la pesca litoral como para el transporte de mercaderías y personas. Ya consta en los anales como, por ejemplo, el 5 de septiembre de 1229, la escuadra aragonesa, bajo el mando del Rey Jaime I el Conquistador, compuesta por 155 naves, 1500 caballeros y 15 000 soldados, zarpó de Cambrils, Salou y Tarragona, para conquistar Mallorca a Abú Yahya, el gobernador almohade semiindependiente de la isla.
Durante los siglos XVIII y XIX, el puerto de Cambrils tuvo una cierta importancia como lugar de salida de los productos agrarios del Campo de Tarragona y de las montañas del Priorato. Así, a mediados del siglo XIX, los productos que se exportaban eran vinos, aguardientes, legumbres y frutas. También había una treintena de embarcaciones de pesca con 128 tripulantes. En aquella época llegó a ser jefe de un distrito marítimo, con aduanas, astilleros y gremios de pescadores. La expansión del puerto de Tarragona y la falta de protección del puerto de Cambrils, significaron su declive, que a finales del siglo pasado, ya no tenía aduanas, y los movimientos mercantiles se redujeron a la mínima expresión. A principios del siglo XX, se hizo necesario la construcción de un puerto de refugio. La regresión de las playas de Cambrils ponían en peligro las casas del barrio de la Marina cada vez que había tormenta, y se perdieron muchas vidas y barcas, como por ejemplo el 31 de enero de 1911, cuando morían 16 pescadores. El primer proyecto fue redactado por el ingeniero Manuel Corsini, en 1918. Aquel primer proyecto, que contemplaba la construcción de dos diques, fue desestimado por su coste excesivo. Un segundo proyecto fue encargado al ingeniero Francisco Monares, en 1921, que contemplaba un solo dique de 375 m al poniente. Este proyecto no fue del agrado de los cambrilenses dado que se consideraba que no protegía el puerto ni el barrio adecuadamente. A raíz de la fuerte tormenta y desastres en finales de 1926, el ingeniero Francisco G. de Membrillera toma la dirección del proyecto. En 1927, como medida de urgencia, se construye una pequeña punta de muelle con 6 espigones en la misma playa frente al barrio. Más tarde, presentó un proyecto similar al del Sr. Monares en 1928, que es desestimado. Con el advenimiento de la 2 ª República, el ministro Marcelino Domingo promete en Cambrils la construcción del puerto, siendo redactado un nuevo proyecto por el Sr. De Membrillera, en 1931, el cual finalmente es aprobado. Este proyecto contemplaba la construcción de dos muelles, el 2 extremos del barrio de la Marina, en forma de brazos convergentes. Las obras comenzaron en mayo de 1933, y duraron hasta 1957. La Guerra Civil supuso una paralización de la construcción de las obras del puerto, y se continuaron a partir de 1941 bajo la dirección del ingeniero Eduardo Serrano Suñer, quien modificó el proyecto original con la prolongación del muelle de Levante.
Características
- Calado entrada al puerto: 6,5 m
- Diques: 2
- Número de muelles: 13

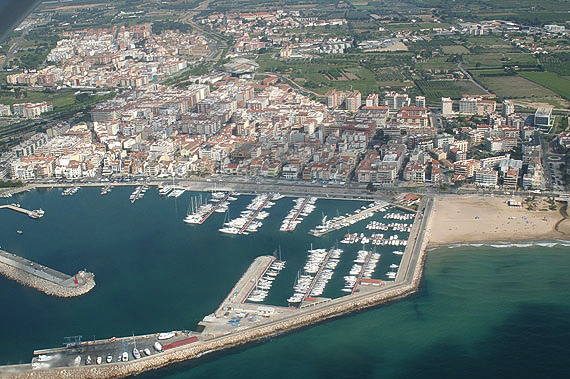
Vista aérea del puerto, barrio de la Marina, y centro de la ciudad, 2003

- Metros lineales de muelles: 1482 m

Equipamientos y servicios:

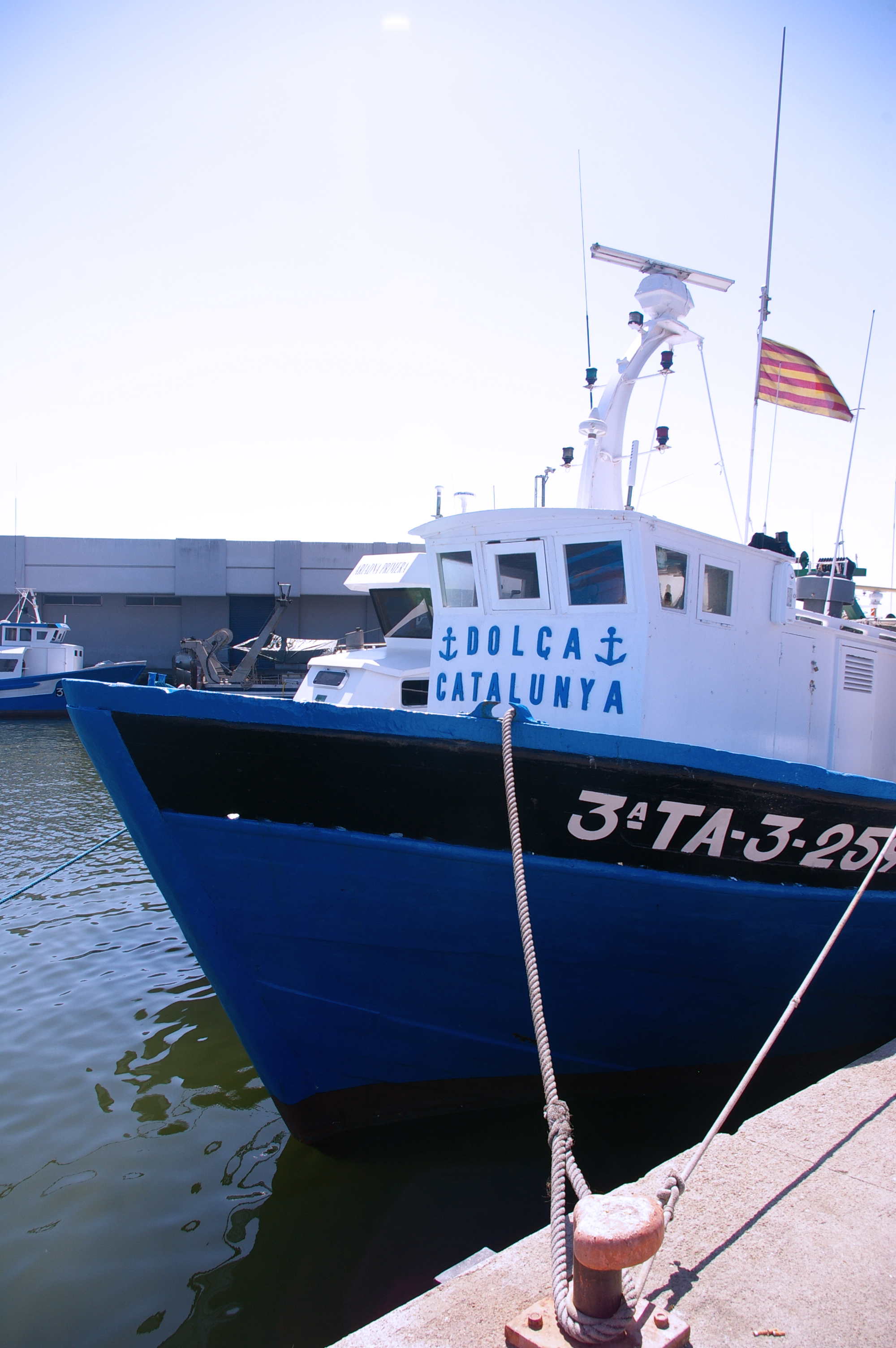
El puerto, barca de pesca

La darsena del puerto se divide en dos zonas:
- Dársena pesquera:

Muelles:
- Muelle de Ponente: calado 3 m; Longitud 350 m
- Pantalán: calado 3 m; Longitud 110 m

Servicios al sector pesquero
- Lonja de la Cofradía de pescadores: 1114, 49 m²
- Casetas de pesca: 927 m²
- Número de casetas: 50
- Fábrica de hielo: 55 tn/día
- Secador de redes
- Almacén
- Número de barcos: 36
- Volumen de pesca (2012): 1 846 802 kg

- Dársena deportiva

Muelles
- Pantalán n.º 4: Calado 3 m; Longitud 100 m
- Pantalán n.º 3: Calado 3 m; Longitud 60 m
- Muelles de Levante: calado 2 m; long.: 90 m
- Muelles de la Capitanía: calado 3 m; Longitud 65 m
- Pantalán n.º 2: calado: 3 m; longitud muelle: 34 ml
- Pantalán n.º 1: calado 1,5 m; long.: 32 ml
- Número de amarres: 488
- Esloras: 6-20 m

## Historia
La existencia y paso del ser humano por Cambrils está siendo investigado de forma científica en los últimos decenios. Posiblemente, Cambrils sea uno de los lugares en la península ibérica donde se está destacando la existencia del paso desde el mesolítico y neolítico, tal como se ha podido detectar en el yacimiento Mesolítico y Neolítico del Cavet. Así mismo, se han encontrado restos neolíticos en la partida de Vilafortuny, en el lugar referenciado por los arqueólogos reusenses Salvador Vilaseca y Ramon Capdevila como el yacimiento del Mas del Isidre.
En la excavaciones del primer de los yacimientos citados,zona arqueológica del Cavet, se ha encontrado los restos de una de las comunidades neolíticas agrícolas y ganaderas más antiguas de la península ibérica. En las campañas de excavaciones recientes, el Instituto Català de Paleoecología Humana y Evolución Social ha determinado el interés por esta zona donde se documenta una secuencia de al menos 13 niveles que han proporcionado abundante material arqueológico, principalmente cerámicas e industria lítica, que corresponden sobre todo al periodo neolítico. También se ha identificado un posible foso defensivo construido durante la primera fase del asentamiento que las primeras evaluaciones situarian sobre hace unos 6.800 años, en el neolítico antiguo, por el que se trataría de las estructuras de estas características más antiguas documentadas en las comarcas meridionales de Cataluña.
En enero de 2019, la excavación que se ha realizado en el Cavet ha permitido poner a la luz del día un descubrimiento excepcional: un nuevo e importante yacimiento mesolítico, es decir, un yacimiento que corresponde a la época anterior al neolítico y que lo sitúa, hoy por hoy, como el único yacimiento de estas características en todo el Mediterráneo peninsular. Los primeros hallazgos han sido herramientas que podían haber servido para trabajar pieles, afilar, y cortar. Pero también han aparecido piezas con lustre, y los investigadores consideran que posiblemente este material estuvo depositado durante tiempo encima de las dunas móviles que había cerca de esta zona y la erosión del viento las ha pulido con ese brillo. En 2024, se llevaron a cabo nuevos trabajos arqueológicos y se hallaron por debajo de los niveles neolíticos, una gran cantidad de industria lítica, caracterizada por la presencia de herramientas elaboradas sobre cantos rodados de corneana. Estas herramientas, a la espera de poder realizar dataciones por radiocarbono, se atribuyen a comunidades de cazadores y recolectores que habitaron el lugar durante el Mesolítico, justo antes de la llegada de las primeras comunidades agrícolas y ganaderas.

### Época ibérica
Cambrils estuvo integrado dentro del territorios de los iberos Cossetanos. Se denominan cossetanos o cessetanos la gente que poblaba el Campo de Tarragona en aquella época, con relación a Kesse (o Tarakon), un antiguo poblamiento íbero de Tarragona. En su término, durante años solo se había podido encontrar un lugar que haya dado cerámica ibérica con exclusividad, que permitía plantear la hipótesis de un indicio de un pequeño núcleo habitado: el Castillo de Vilafortuny. Esta hipótesis finalmente se confirmó en las inmediaciones de dicho castillo, en los antiguos terrenos d'un club de tenis, entre enero y marzo del 2018 cuando se llevaron a cabo los trabajos arqueológicos. Así, se ha detectado un área considerable de evidencias correspondientes al período ibérico final (entre los siglos III-II a. C.), que coincidieron también con las guerras púnicas. Las primeras evidencias indican restos de viviendas así como de obras de defensas. Los restos hallados serían de un espacio adyacentes de un núcleo principal que se encontraría debajo del actual Castillo de Vilafortuny. Posiblemente estaría dentro de un ámbito periférico, que cabe suponer, de un poblado fortificado, teniéndose en cuenta las coincidencias de ser un espacio cercano al mar en épocas convulsas.

### Época romana
En Cataluña es el periodo siguiente al periodo ibérico, y empieza el siglo III a. C. con la romanización y acabó con la invasión de los visigodos. En Cambrils se han encontrado en diferentes lugares restos romanos de una cierta importancia que nos demuestra que su término estaba muy poblado. Algunas de estos restos romanos se han localizado en la partida de la Cap de Sant Pere (restos de edificaciones); en la de la Pujada de Na Ponsa (escombros de edificios); en la de Tallats; Mas d'en Bosc; en la partida Masos y en la de Esquirols (restos de villas romanas); entierros en el barrio de la Parellada (Av.Milenario; C/ Gaudi;...); columnas miliares a lo largo de la vía Augusta, que discurría atravesando todo el término municipal (debajo de la actual calle Via Augusta, o de la avenida del Bajo Campo, o del camino de Cambrils al de Vilaseca pasando por el Mas d'en Bosc,...); etc.
El yacimiento más significativo es la villa romana de la Llosa. Localizado a comienzos de los años 1980, se están haciendo campañas de excavaciones que no están concluidas, pero se ha podido concretar que existió entre el siglo I antes de Cristo hasta el siglo VI después de Cristo. Además, los últimos años se han localizado varias fases de utilización del espacio actualmente ocupado por el yacimiento, desde una posible fábrica de salazones, a un lugar de residencia, hornos, restos de termas privadas o una pequeña necrópolis bajo imperial.

### Bajo imperio romano y Alta Edad Media (siglosVaIX)
El lugar del actual Cambrils vivió la misma suerte de Tarragona. En 476, tras la caída del Imperio Romano, Tarraco y todo su territorio fue ocupado por los visigodos y el rey Eurico. No existe evidencia de destrucción y al parecer la captura de la ciudad fue relativamente tranquila. Es probable que los visigodos se hicieran cargo de las estructuras de poder existentes imponiendo una clase superior delegada, posiblemente hispano-romanos en lugar de godos. La existencia de tumbas cristianas en este periodo parecen confirmarlo.
Tarragona fue conquistada por los árabo-bereberes en una fecha variable, según autores, entre el 714 y el 716. Ha sido objeto de debate si la conquista fue pacífica o tras un asedio y posterior saqueo. Esa última tesis estaría avalada por la bien documentada huida del Obispo Próspero, pero por otra parte no se han encontrado indicios arqueológicos que demuestren una interrupción súbita de la vida ciudadana. La falta de unos obispos, así como una situación alejada en relación con los centros de poder, tanto musulmanes como cristianos, explicarían una decadencia rápida seguida de varios siglos de irrelevancia, lejos de una despoblación completa pero sin alcanzar una realidad plenamente urbana. El valor simbólico de la antigua Tarraco y de su territorio, pudo actuar como incentivo para una estabilidad en el dominio cristiano, pero otros factores actuarían en contra. Hay indicios de intentos de recuperación del dominio cristiano ( Reconquista) desde el Siglo IX bajo Carlomagno, pero las campañas que harán nacer la Marca Hispánica no alcanzaron a consolidar el dominio cristiano seguro y estable de la ciudad y de su entorno. El conde de Barcelona, Borrell II, se proclamó príncipe de Tarragona en el 960, pero sucesivos intentos de consolidación del dominio cristiano sobre la ciudad demuestran lo precario de este, cuanto menos hasta el siglo XI.

### Historia moderna

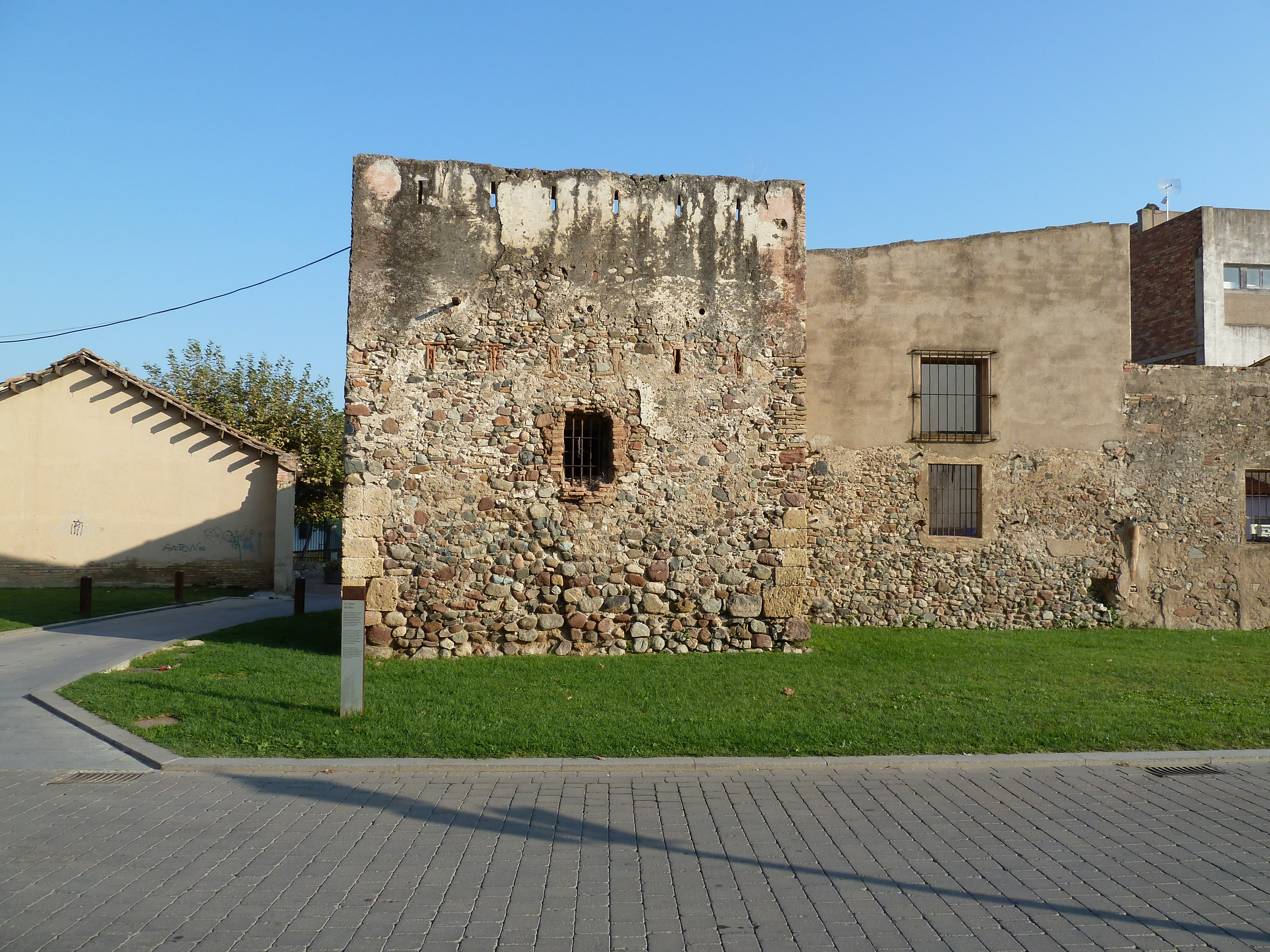
Torre del Bou, medieval y esquinera

Cambrils aparece documentado por primera vez en septiembre de 1152 cuando Ramón Berenguer IV hizo entrega de la mitad del término a Ponç de Regomir. Se le daban las tierras con la obligación de que edificara allí un castillo. Una serie de problemas que no han quedado muy claros hicieron que en 1154 las tierras y la castellania pasaran a manos de Beltrán de Cambrils. En el mes de febrero de 1155 le fue otorgada carta de población por Ramón Berenguer IV quien se reservó los derechos de la señoría. La carta fue confirmada en 1178 por el conde de Barcelona y Rey de Aragón, Alfonso I el Casto, en 1185, el cual confirmó la donación del 1154, y concedía el término y castellania a Berenguer de Cambrils, hijo de Bertran, con la obligación de repoblarlo, mejorarlo y fortificarlo, compartiendo los derechos dominicales con el rey. Parece ser que la repoblación fue exitosa ya que la iglesia parroquial de Santa Maria de Cambrils, en 1154, figuraba en la bula de Anastasio IV. Berenguer de Cambrils contribuyó también a la repoblación de diversos lugares del Camp de Tarragona, ya que consta que firmó cartas de población de lugares como Riudecañas; la Quadra dels Tascals (antiguo poblado que estaría ubicado en el término de Botarell); o de las partidas de Cascol (en algún lugar entre Riudecols y Riudoms). Estos dos últimos lugares estaban en el señorío de Alforja, y firmó dichas cartas de población conjuntamente con el que era su señor, Ramon de Ganagot. Volvemos a encontrar relaciones entre los señoríos de Cambrils y Alforja cuando Berenguer de Castellet, en 1201, dio sentencia, junto con otros canónigos en el pleito entre Berenguer de Cambrils y los señores de Alforja, sobre la potestad del castillo de Alforja. Por lo visto, Berenguer de Cambrils tenía derechos sobre Alforja por parentesco con Bernat dels Arcs, casado con Romeva, hija de Ramón de Ganagot, señor feudal de la villa. La sentencia le daba la cuarta parte de todas las rentas que se cobraban en la villa de Alforja, (antes tenía la tercera parte), y se reconocía la obligación de los hombres de Alforja a ayudar en las obras del castillo de Cambrils. El pleito entre Alforja y Cambrils duró todavía unos años.
La villa, castellania y su población y guarnición tuvieron gran importancia ya que en 1202, Pedro II solicitó de Cambrils que le ayudase en la defensa de la zona del Alfama, territorio semi desértico comprendido entre el pequeño puerto de montaña del Coll de Balaguer y El Perelló, que por aquel entonces era territorio de Tortosa.
También en 1152 Vilafortuny sale mencionado por primera vez en la carta de población de Cambrils del 1152, donde se menciona que se había adjudicado a Guillem de Fortuny, y es citado de nuevo como límite con Cambrils en el 1178. El lugar había sido dado directamente por Ramón Berenguer IV y posteriormente tuvo varios señores.
En 1229 parte de las tropas de Jaime I zarpó del puerto de Cambrils, así como de Salou y de Tarragona, rumbo a la conquista de Mallorca. Algunos habitantes del pueblo participaron en esta conquista así como en la repoblación posterior de valencia
En 1359 se amuralló la ciudad. La vecina población de Montbrió de Tarragona, que en un momento indeterminado durante la edad mediana pasó a formar parte del término de Cambrils, en 1406 tuvo que cooperar en la construcción de las murallas de Cambrils. Cambrils y Montbrió pasaron a ser villas reales consideradas como "Calles de Barcelona" al 1449. 
En el año 1376, delante de Vilafortuny, las tropas reales derrotaron a las del Arzobispo y la ciudad de Tarragona. En 1378 había 17 hogares. Vilafortuny, constaba como feudo de Joan de Olzinelles y formaba parte del Municipio del Campo de Tarragona. El 1391 el Arzobispo adquiere todos los derechos que sobre Vilafortuny tenía el rey. En 1413 Vilafortuny tenía solo 4 hogares, 1 en 1497, 7 en 1515 y 3 en 1553. El lugar se despoblaba y en el 1442, su nuevo señor feudal, Galceran Desprats, obtuvo del consejo tarraconense franquicias para todo el mundo que fuera a repoblar el lugar.
En aquellos tiempos, la Corona, siempre necesitada de dinero, vendió Cambrils primero a Arnau Ramon, ciudadano de Tarragona, que lo poseía por carta de gracia vencida en 1315; y en 1391 fue vendido por Juan I al Arzobispo de Tarragona, y la mitra, dueña de gran parte de los territorios i poblaciones del Campo de Tarragona, poseyó la población y castellania hasta el 1436, en que volvió a ser villa real. En 1462 Cambrils encabezó la revuelta contra Juan II en el Campo de Tarragona, pero se tuvo que rendir con su castlan Berenguer Martí a raíz de la caída de la ciudad de Tarragona.Una de las consecuencias fue que en 1470, el rey Juan II hizo donación de la Castellania de Cambrils a Dionisio de Portugal; sin embargo, la donación no llegó a hacerse efectiva y poco después se lo entregó al duque de Cardona quien mantuvo sus derechos y creó la Baronía de Cambrils. Las arbitrariedades del duque, en 1520 motivaron que marcharon unos 200 vecinos hacia Barcelona, donde, con el apoyo popular, provocaron un alboroto en la ciudad y protagonizaron una revuelta. Se iniciaron una larga serie de pleitos que terminaron en 1587 con la resolución real del retorno de la ciudad a la señoría real. Perteneció a la Comuna del Camp.
En julio del 1582 siete galeones berberiscos desembarcaron a la costa y destruyeron el castillo de Vilafortuny.
En el año 1622, Montbrió firmó una concordia con Cambrils y una vez delimitado los límites entre ambos términos, se segregó.

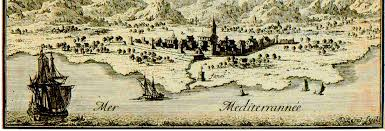
Vista de Cambrils en el, según grabado de Beaulieu

La batalla de Cambrils. Durante el inicio de la Guerra de los Segadores, en diciembre de 1640, las tropas catalanas intentaron frenar el avance del ejército real que procedía desde Tortosa. Lo intentaron en el collado de Balaguer (en el término municipal de Vandellós); y de forma más consistente en Cambrils. El 12 de diciembre de 1640, Cambrils fue asediado por las tropas reales comandadas por el marqués de Los Vélez. Los defensores de la villa, aproximadamente 3.000 soldados y milicianos, encabezados por Antoni d'Armengol, Barón de Rocafort de Queralt, se negaron a entregarla y tuvieron que enfrentarse con un ejército formado por 23.000 infantes, 3.100 caballeros y 24 piezas de artillería. El día 14, después de diversos episodios de armas como por ejemplo el asalto al convento de los Agustinos o el intenso bombardeo de la artillería real, obligaron a los mandos de la defensa a la capitulación de la plaza. En el momento de salir las milicias vencidas, unos 700 de los defensores fueron asesinados. Los dirigentes de la defensa y las autoridades de Cambrils fueron ajusticiadas sumariamente y sus cadáveres colgados en las puertas y murallas de la villa; los cadáveres permanecieron colgados hasta que en 1641, Josep Margarit i de Biure ordenó su descolgamiento. La crueldad de las tropas castellanas durante el sitio de Cambrils recibió críticas incluso entre los oficiales de su ejército y galvanizó todavía más los sentimientos de lucha de los catalanes. A lo largo de dicha guerra, Cambrils volvió a cambiar de mano, y padeció los estragos, como cuando en el 1645 el vecindario de Cambrils protestaba por los nuevos maltratos recibidos de los soldados.
El combate naval de Cambrils. Durante la guerra de los "Segadores", sucedió el combate naval frente a la costa de Cambrils el 24 de noviembre de 1650. Éste tuvo lugar frente a las playas de Cambrils, cuando una flotilla de 6 galeras españolas sorprendió una pequeña flota de 4 navíos a vela franco-catalanes, que transportaban tropas francesas, así como víveres, armamentos y municiones. Se trabó durante varias horas los combates donde las galeras, a pesar de ser embarcaciones mas pequeñas, aprovecharon la circunstancia de la falta de viento que inmovilizaron a los navíos y vencieron una a una las embarcaciones a las que se enfrentaban. En aquellos momentos, la localidad de Cambrils concentraba tropas franco-catalanas que nada pudieron hacer para auxiliar a sus navíos. Dichas tropas ya no pudieron seguir la marcha hacia Tortosa, que estaba sitiada por las tropas reales españolas, ni librar allá los refuerzos, armas, artillería y provisiones. La consecuencia del combate naval, el cual acabó con la captura de los navíos y de buena parte de sus contenidos, tropas y marineros, fue que al poco tiempo, no tardó en rendirse la estratégica ciudad de Tortosa, y la guerra encaraba sus años finales.
En el 1710 en la reunión de la Común del Camp, durante la guerra de sucesión de España, se declaró partidario del rey archiduque Carles III de Austria.
En enero del 1799 cinco barcos ingleses desembarcaron en Cambrils e inutilizaron los cañones de la torre del Puerto y bombardearon el núcleo urbano; los habitantes tuvieron que huir y se armaron los somatenes. Con el auxilio de la infantería y la caballería de Tarragona y Reus se hicieron huir a los ingleses, que se llevaron presas cuatro barcas de pesca.
En 1811 la ciudad fue ocupada por tropas francesas al mando de Pierre-Joseph Habert. En 1813 los franceses fueron derrotados por tropas inglesas.
A lo largo de los siglos XVIII y comienzo del XIX, Vilafortuny era un despoblado. En la primera mitad del siglo XIX (1846), fue incorporado administrativamente junto a otros términos (Mas Den Bosch y Grassa) a la localidad de Cambrils. El lugar de Vilafortuny se empezó a repoblar y ya contaba de nuevo con 40 habitantes asentados previamente.
En 1874 entraron en el pueblo las tropas carlistas que incendiaron el juzgado y el ayuntamiento; además, quemaron y saquearon diversas casas y asesinaron a tres liberales.
Durante la Guerra Civil, Cambrils fue reiteradamente bombardeada por la aviación franquista, en 55 ocasiones, sobre todo por aviones con base en Mallorca, con un balance de 13 personas muertas y 24 heridas. La población civil tuvo que construir 11 refugios antiaéreos subterráneos en el centro y alrededores de la actual zona antigua de la villa, que hoy en día pueden ser visitadas en parte. Se instaló una sirena en el campanario de la iglesia para avisar de los ataques, y había seis personas que se iban relevando haciendo guardia desde el campanario. También en Cambrils se instalaron ametralladoras antiaéreas en tres puntos elevados. A lo largo de la contienda, hubo diversos destacamentos militares en su término municipal (castillo de Vilafortuny), así como centro de instrucción de reclutas en el Parc Samà; de las brigadas internacionales en el castillo de Vilafortuny; y un hospital de sangre para atender a los heridos del frente en la casa convento de Sant Josep, que si bien se halla en el término de Viñols, era gestionado por el ayuntamiento republicano cambrilense. A lo largo de la costa, el ejército republicano hizo construir diversos búnker y casamatas de hormigón para ubicar nidos de ametralladoras, e infantería para evitar desembarcos enemigos, que se presuponía podía producirse desde Mallorca. En cuanto a los refugiados, hubo un total de 937 refugiados que iban retrocediendo y llegando a Cataluña desde otras zonas republicanas. Dichos refugiados primero venían de lejos, Madrid, Asturias, pero en 1938 llegaron gente de las zonas cercanas a la batalla del Ebro.
El 17 de agosto de 2017 saltaba la noticia de un atentado terrorista en Barcelona, que acabaría con la vida de 15 personas. 
Unas pocas horas después, cuando ya era el 18 de agosto de 2017, a la 1:04 horas de la madrugada, el paseo marítimo de Cambrils fue escenario de un atentado terrorista. Este atentado llevado a cabo por los inegrantes del mismo grupo terrorista yihadista estaba vinculado al atentado que a las 17 horas de la tarde del día 17 de agosto fue perpetrado en las Ramblas de Barcelona. Este atentado dejó en Cambrils 1 muerto y 6 heridos. Hoy en día, hay una placa conmemorativa en el pavimento frente el edificio del Club Náutico en la plaza que fue centro del escenario de este atentado yihadista.

## Demografía
Cambrils cuenta con una población de 36 849 habitantes (INE 2024).
| Gráfica de evolución demográfica de Cambrils entre 1842 y 2021                                                      |
| |
| Población de derecho según los censos de población del INE Población de hecho según los censos de población del INE |

### Población por núcleos
Desglose de población según el Padrón Continuo por Unidad Poblacional del INE.
| Núcleos        | Habitantes (2013) | Varones | Mujeres |
| -------------- | ----------------- | ------- | ------- |
| Ardiaca        | 1305              | 664     | 641     |
| Cambrils       | 22341             | 10973   | 11368   |
| La Llosa       | 1836              | 924     | 912     |
| Mas D'en Bosch | 2469              | 1252    | 1217    |
| Parc Samà      | 218               | 114     | 104     |
| Vilafortuny    | 5606              | 2831    | 2775    |

### Economía

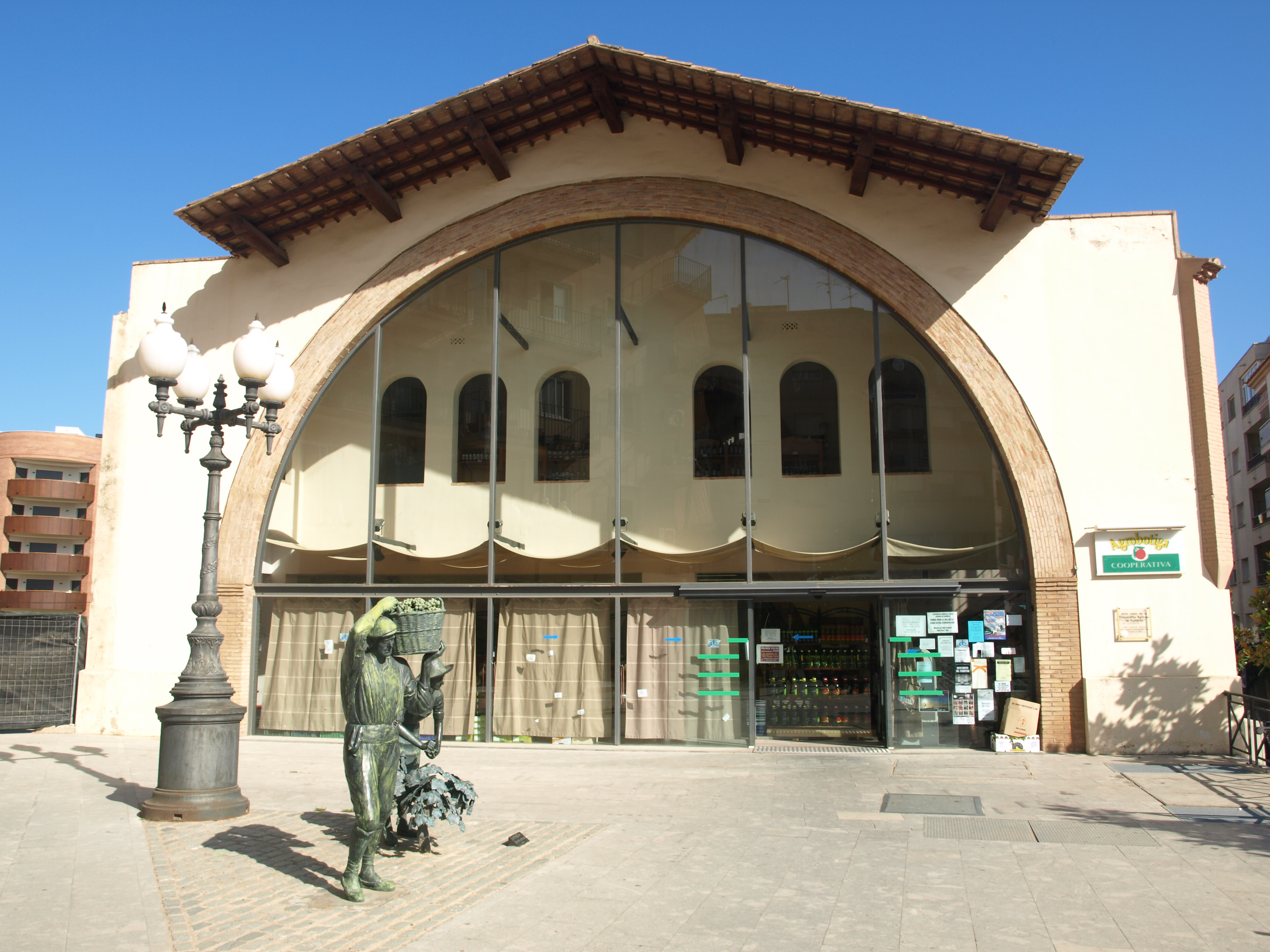
Cooperativa agrícola

Durante muchos años las principales actividades económicas del municipio fueron la pesca y la agricultura. Sin embargo, el auge del turismo desde mediados de la década de 1960 han convertido al sector servicios y de la construcción en la principal fuente de ingresos de Cambrils.
Cambrils está considerada como la capital gastronómica de la Costa Dorada. Cuenta con 60 restaurantes, entre ellos algunos de fama internacional y con distintivos de estrella Michelin, como por ejemplo el restaurante Can Bosch y el restaurante Diego, así como numerosos bares, cafeterías, terrazas, heladerías, etc.
Las dos actividades económicas que han caracterizado Cambrils tradicionalmente eran la agricultura y la pesca. El 2001 las actividades del sector primario daban trabajo al 5,66 % de la población ocupada.
En el siglo XIX los principales cultivos eran los algarrobos, los cereales, el olivo y la viña, dedicada prácticamente íntegramente a la obtención de aguardiente. Actualmente y desde mediados del siglo XX, ha sido rápido y constante el incremento del regadío, que se ha consolidado debido al abandono de las tierras costeras, que eran dedicadas al secano y que en parte han sido aprovechadas para la construcción de edificios turísticos. Los propietarios de estas tierras compraron otras en el interior y las convirtieron en tierras de regadío, y esto ha hecho que los árboles frutales y los productos de huerta hayan pasado a formar parte principal de la economía agrícola del municipio. El cultivo de la viña, y sobre todo del avellano han entrado en declive. El cultivo de avellanos no ha sido capaz de superar la guerra de precios de las importaciones de las avellanas turcas (a pesar de que estas son de menor calidad), y si bien hay todavía algarrobos, se ha incrementado de forma espectacular el cultivo de olivos (producen aceite con denominación de origen Siurana que tiene una cualidad única y excepcional en su variante extra virgen). En cuanto a la ganadería, destaca la avicultura y la cría de ganado porcino y de conejos. La gestión del mercado agrario del municipio depende de la Cooperativa Agrícola, la cual, fundada el 1920, se mantiene todavía muy activa, habiendo obtenido diversos premios y reconocimientos a nivel nacional e internacional.

#### Pesca
En el año 1845 se dedicaban a la pesca 32 barcos y 128 hombres, los cuales pescaban básicamente para el comercio comarcal. En el año 1917 se iniciaron los trámites para las obras de mejora y ampliación del puerto de Cambrils, que no empezaron hasta 1933. A pesar de que el sector ha sufrido una recesión, en 2005 se realizaron capturas con un peso de casi 2648 toneladas, cerca de un 18% más que el año anterior, y un valor superior a 7 millones de euros, comercializado por el poso local.

#### Industria y construcción
En el siglo XIX la industria ya estaba presente en el municipio. El 1846 había cuatro alcoholeras, cuatro molinos de harina, seis de aceite y una fábrica de ladrillos, aparte de pequeños talleres. Actualmente, la misma pesca y la actividad náutica deportiva han generado industrias subsidiarias, como fábricas de hielo, de aparatos de pesca y unos astilleros. Hay también fábricas diversas, industrias del mueble, el metal y el vidrio, etc. El 2001, el 12,27 % de los ocupados trabajaba en la industria, mientras que el 15,64 % lo hacía en la construcción. Las empresas de este último sector y de los que se derivan han resultado muy importantes para la economía de la villa, impulsado por el sector turístico y el de servicios, desde las últimas décadas del siglo XX.

#### Comercio y turismo

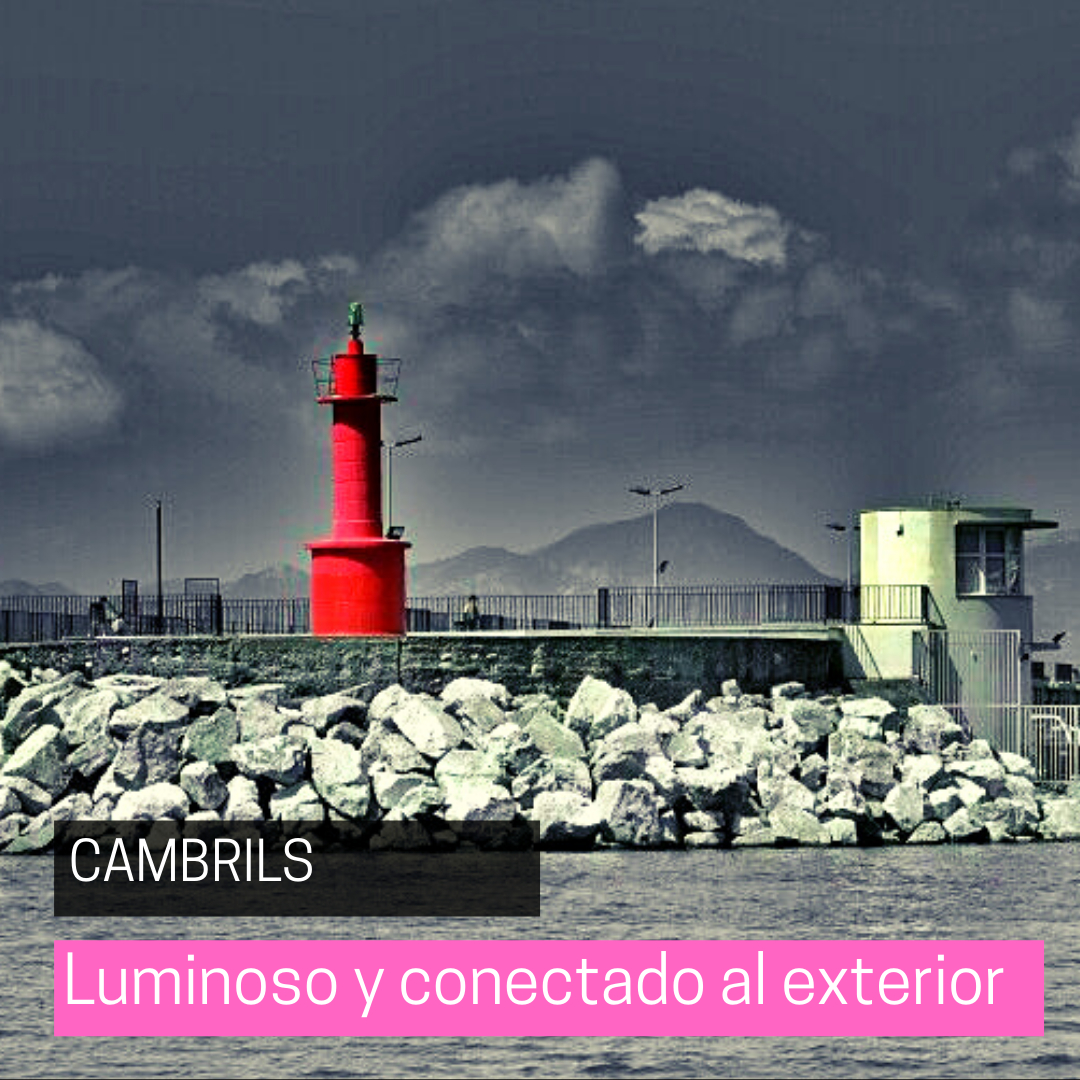
Luminoso y conectado al exterior estamos ante un estilo decorativo que vive mirando siempre por la ventana y que deja que el exterior y el sol invadan cada rincón

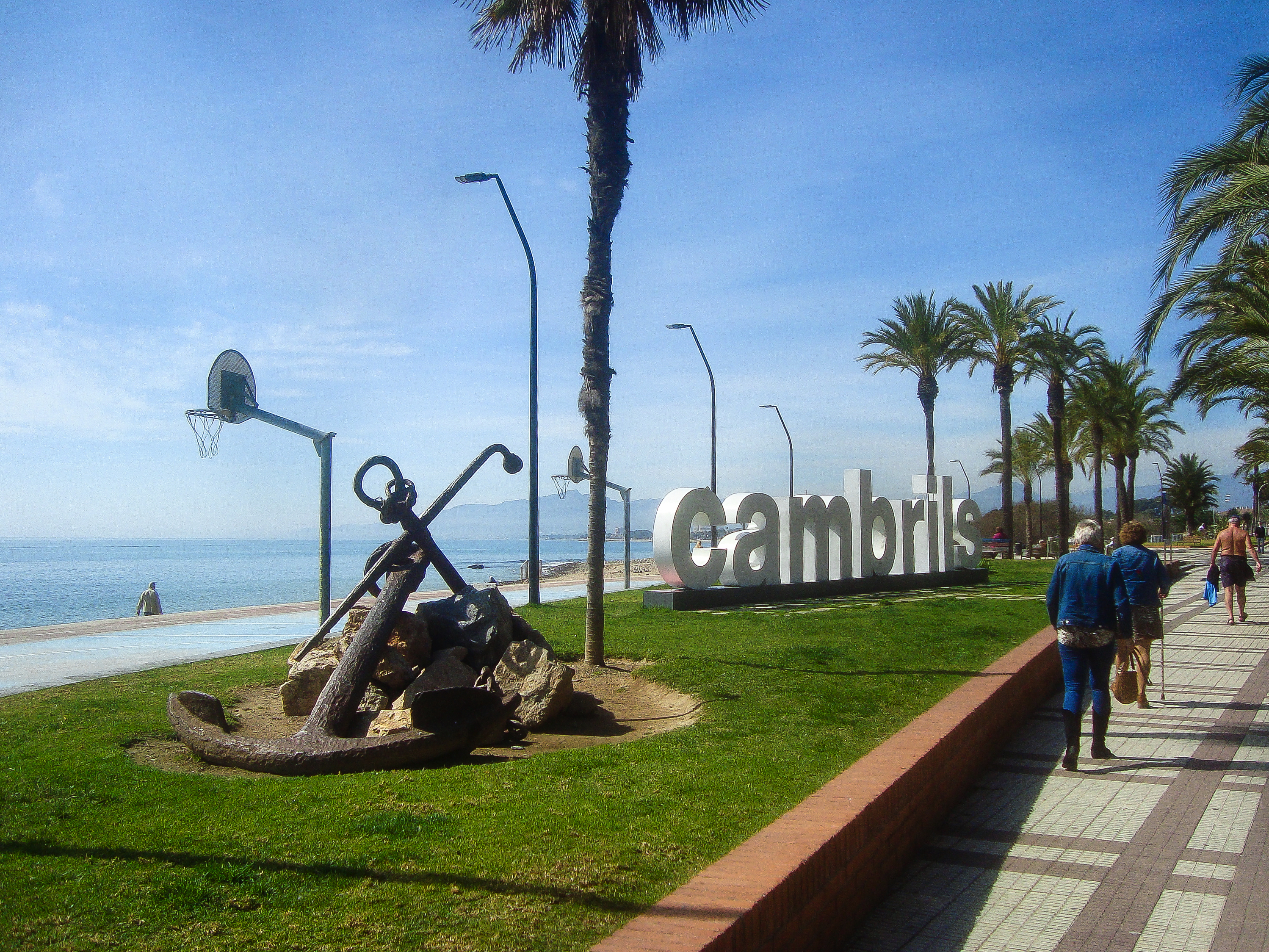
Cambrils

El impulso turístico que ha recibido la zona, comprendida dentro de la Costa Dorada, ha sido el principal factor que explica la transformación de la economía básicamente agraria y pesquera del municipio en otra caracterizada por el desarrollo del comercio y de los servicios. En 2001 se dedicaban al sector terciario el 66,43 % de los ocupados. Se dispone de una oferta comercial variada, con dos mercados municipales fijos y un mercado semanal, celebrado el miércoles. Por junio tiene lugar la feria de Cambrils, de carácter multisectorial. La enseñanza está cubierta hasta el bachillerato y se dispone de la Escuela de Hostelería y Turismo, además de una extensión de la Universidad Nacional de Educación a Distancia.
El turismo ha favorecido también la construcción de numerosas instalaciones deportivas, entre las cuales destacan el Estadio Municipal y el Palacio Municipal de Deportes, además del puerto de Cambrils (con el Club Náutico Cambrils). Hay también una amplia oferta de alojamiento (hoteles, cámpines, apartamentos) y de restauración. Cambrils es un destino de ocio muy popular entre los aragoneses; muchos tienen segundas residencias en el municipio y en otros de la zona como Salou y La Pineda.

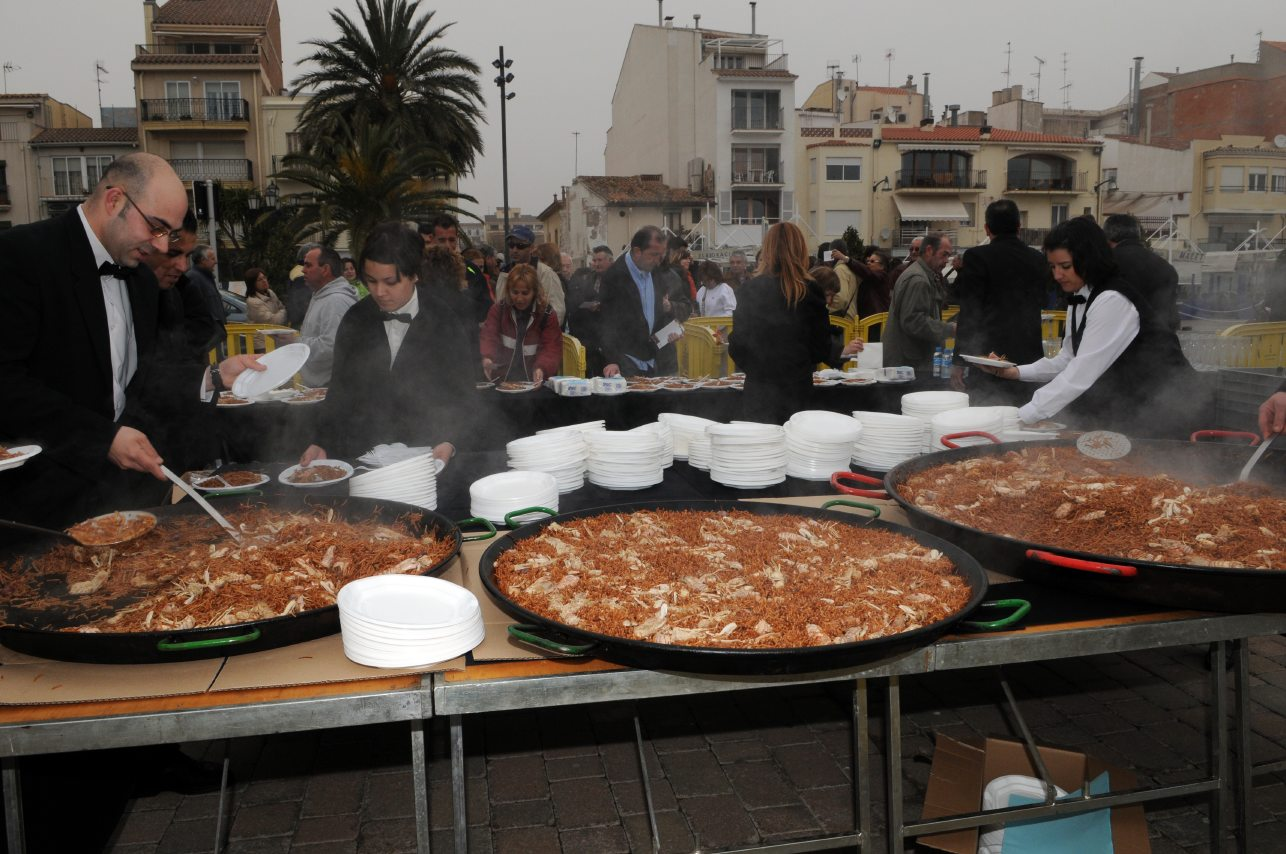
Cambrils capital gastronómica: una Galerada

#### Evolución de la deuda viva
El concepto de deuda viva contempla solo las deudas con cajas y bancos relativas a créditos financieros, valores de renta fija y préstamos o créditos transferidos a terceros, excluyéndose, por tanto, la deuda comercial.
| Gráfica de evolución de la deuda viva del Ayuntamiento entre 2008 y 2023                           |
| |
| Deuda viva del Ayuntamiento de Cambrils, en miles de euros, según datos del Ministerio de Hacienda |

La deuda viva municipal por habitante en 2014 ascendía a 1466,69 €.

## Cultura
En el término municipal se han encontrado diversos restos arqueológicos del periodo paleolítico y sobre todo neolítico, como el yacimiento del Cavet, que resulta ser la comunidad agraria y ganadera más antigua de toda la península ibérica. También hay numerosos restos romanos, como mosaicos o cerámica. También se han recuperado en el mar ánforas de este periodo.

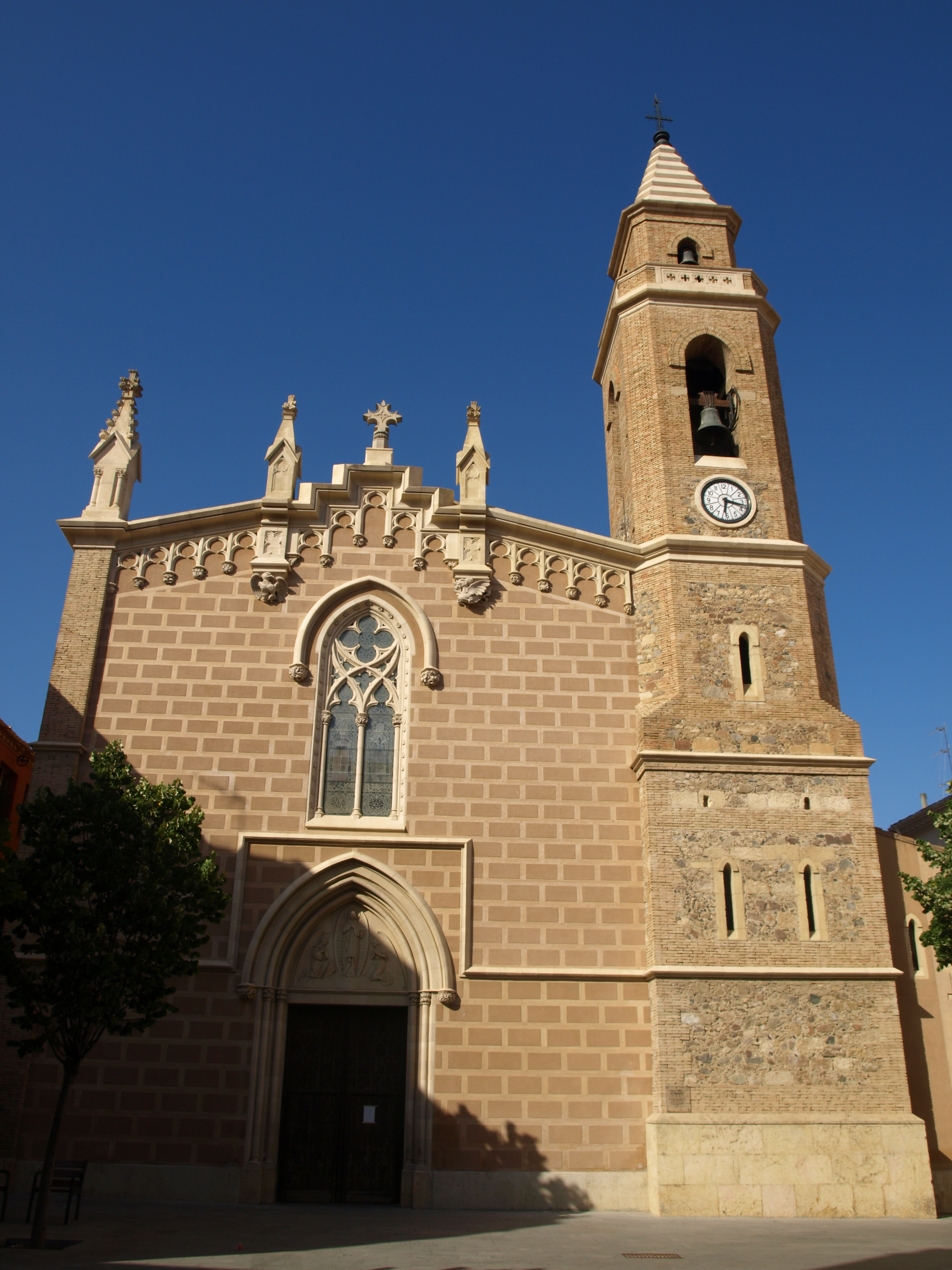
Iglesia parroquial de Santa María

De las antiguas murallas que rodeaban la ciudad se conserva la puerta, que fue restaurada en 1932 por Cèsar Martinell. También puede verse una de las torres, conocida como torre del bou (o mal llamada de la prisión) ya que funcionó como tal durante un tiempo. En la zona del puerto se encuentra una antigua torre de vigía construida en 1664.
La iglesia parroquial está dedicada a Santa María. Su construcción se inició en 1550, es de nave única y planta rectangular. El templo ha sido modificado en diversas ocasiones. En su interior se veneran las reliquias de san Plácido. 
El santuario de la Virgen del Camino, (conocida popularmente como la ermita), abriga la imagen de la patrona de la ciudad. Según la leyenda, la imagen fue encontrada, bajo una palmera, por lo que se plantan y crecen en sus alrededores diversas palmeras. Podría ser que fuese la iglesia primitava de Santa Maria, que de Cambrils, que se mencionada en la bula del 1154. La primera referencia documental a la iglesia es un legado del arzobispo Ramón de Rocabertí del año 1214. Parece que disfrutó de la devoción del Rey Jaime I el Conquistador. En el siglo XV tenía ya seis altares y su ermitaño disponía del privilegio de poder captar por toda la diócesis. Entre 1704 y 1722 se hicieron importantes reformas, que consistió en levantar un nuevo templo sobre el antiguo románico, de tal forma, que la actual cripta correspondería a la iglesia primitiva. El templo actual fue inaugurado en 1778, construido con piedra de Montjuïc, que los pescadores iban a buscar en Barcelona. Tanto para su protección, como para las funciones de vigilancia, a su lado se levanta una torre militar gótica conocida como la Torre de la Ermita. La cripta ha sido reformada i adaptada como una sala de audiciones y conciertos.
En el agregado de Vilafortuny se encontraba la iglesia de Santa María de Vilafortuny, citada ya en 1194. La iglesia original fue destruida por ataques de piratas en el siglo XV. El arzobispo Cervantes de Gaeta autorizó en 1575 la construcción de un nuevo templo, el de Santa María del Mas d'en Bosc, que también fue saqueado por los piratas en 1582 aunque no fue destruido. Se trata de un edificio de pequeñas dimensiones con un pequeño cementerio.
Cambrils celebra sus fiestas mayores en junio, septiembre y diciembre. En torno al 29 de junio coincidiendo con el día de san Pedro. En torno al 8 septiembre se celebra el día de la Virgen del Camino; y sobre el 8 de diciembre la fiesta mayor de hivierno (la Immaculada Concepción). También se celebran otras festividades, como la Feria Multisectorial de Cambrils, el primer fin de semana de junio, y que algunos vecinos catalogan como la cuarta fiesta mayor de la ciudad. Singularmente, es tradicional que en torno al 16 de julio, los vecinos y familias de marineros y pescadores del puerto celebran la Virgen del Carmen, con una procesión multitudinaria en la cual sacan la imagen del templo de la iglesia de San Pedro, y toda una comitiva de embarcaciones de todo tipo prosiguen con el acto mar adentro. 
Otros acontecimientos son:
- La Cabalgata de Reyes, cada 5 de enero, acontecimiento en el que se recibe sus majestades los Reyes Magos en las escaleras reales del puerto de Cambrils los cuales proceden en barcas.
- La noche del fuego (a final de agosto o principio de septiembre)
- El festival internacional de música de Cambrils, meses de julio y agosto
- Verbenas de San Juan y fiestas a lo largo del verano de los diferentes barrios (Nou Cambrils, casco antiguo, Eixample Vila, la Llosa, Molí de la Torre, etc.)

### Gastronomía
Cambrils es conocida como una importante sede gastronómica de la Costa Daurada. El motivo radica en la larga tradición de establecimientos de restauración ubicados en la localidad, desde las tascas de pescadores en los inicios del siglo XX, pasando por los sencillos bares de tapas que frecuentaban los turistas, hasta los reconocidos restaurantes de hoy en día, algunos de ellos distinguidos con reconocimientos nacionales e internacionales como son las Estrellas Michelin otorgadas desde hace ya años a algunos de los restaurantes de Cambrils (como por ejemplo los restaurantes Can Bosch y el Rincón de Diego, o los desaparecidos "Casa Gatell y Can Gatell). Los orígenes de la cocina típica de Cambrils que le han valido el título como capital gastronómica de la Costa Daurada se remontan a los “ranchos a bordo”, que eran platos cocinados por los marineros en la propia barca con el pescado capturado durante la jornada.
Esta larga tradición gastronómica de calidad también se debe a que Cambrils cuenta con una Escuela de Hostelería y Turismo, única en la provincia.

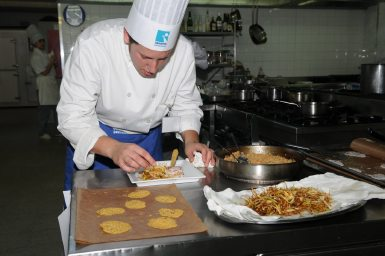
Cocinero de Cambrils, una de las capitales gastronómicas de Europa

El mar y la tierra proveen la materia prima de la cocina de Cambrils. Muchos de los productos y platos proceden tanto de la tradición pesquera, como también de la agrícola. Los productos de las huertas cambrilenses vienen favorecidos por el microclima del que se disfruta en Cambrils, con unas buenas condiciones climatológicas y una tierra fértil donde se cultivan cítricos, frutos secos, alcachofas, patatas, tomates, lechugas, calabacines, melocotones, etc. y entre los que destaca la oliva y, en especial, el aceite de oliva con D.O. Protegida Siurana con el que se cocinan y condimentan los platos de los restaurantes más prestigiosos de Cambrils. El aceite elaborado en la Cooperativa Agrícola de Cambrils ha sido reconocido y galardonado en su categoría, virgen extra, en diferentes ocasiones en certámenes de ámbito nacional e internacional como el del Ministerio de Agricultura, Pesca y Alimentación o el del Comité Oleícola Internacional y que se exporta ya a todo el mundo. Los platos tradicionales de la cocina marinera típica de Cambrils son los arroces, la salsa romesco, el arroz negro, las fideuás, las galeradas y otros.
Cambrils es miembro fundador y promotor de la Associación Saborea España, una asociación creada para desarrollar y promocionar la gastronomía como producto turístico desde la materia primera hasta el restaurante.

### Museos

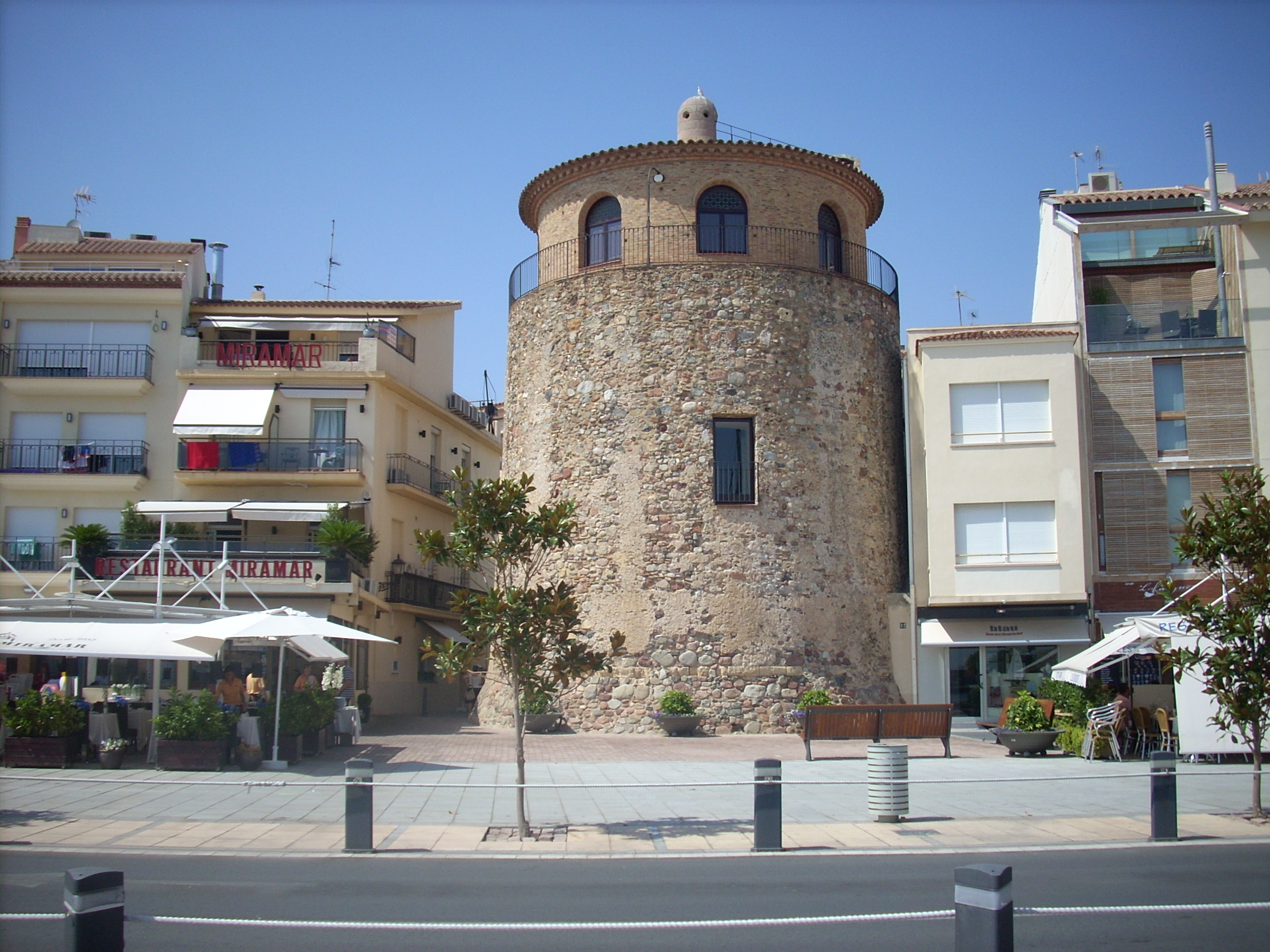
Torre del Port

- El Museo Molino de las Tres Eras es la sede principal del Museo de Historia de Cambrils y punto de partida de las rutas ecoturísticas locales. Su visita permite conocer los restos arqueológicos localizados al municipio, donde se destaca el conjunto de bronces de la villa romana de la Llosa. Además, también podréis descubrir un molino harinero hidráulico en funcionamiento, después de haber estado un siglo en desuso.

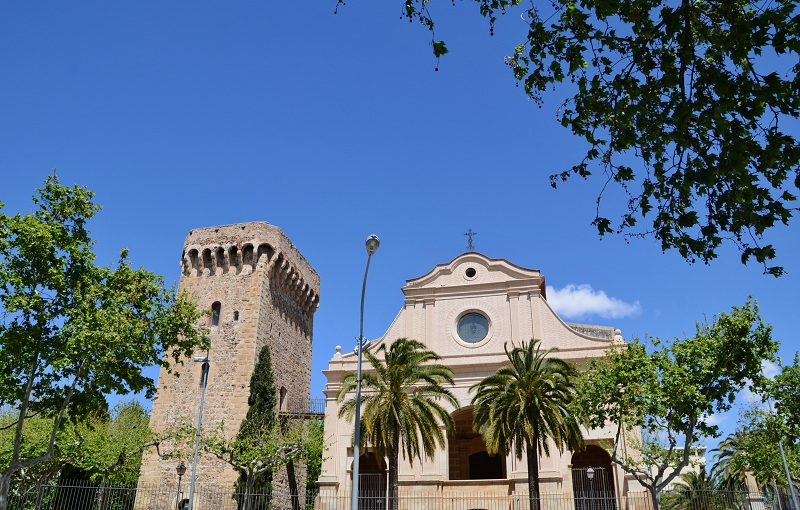
Torre e iglesia de la Virgen del Camino

- El Museo Agrícola es una antigua bodega cooperativa de estilo Modernista diseñado por el arquitecto discípulo de Antoni Gaudi, Sr. Bernardí Martorell. El edificio fue utilizado para hacer vino desde 1921 hasta 1994, cuando se iniciaron las obras de rehabilitación para convertirlo en museo. Este abrió las puertas en 1998 para presentar la evolución del campesinado en Cambrils, especialmente en todo el proceso de obtención del aceite y del vino. También hay varias exposiciones temporales en las antiguas bodegas.
- El museo de la Torre de la Ermita es una torre militar medieval de vigilancia y defensa declarada Bien Cultural de Interés Nacional por su buen estado de conservación e impresionante altura. Situada dentro del recinto del Santuario de la Virgen María del Camino, se conoce ya desde el siglo XIV su función de vigilancia de la costa y del antiguo Camino Real de Barcelona en Valencia (vía Augusta). Se conserva su distribución interna con escaleras de caracol y a las salas se puede visitar una muestra sobre Cambrils en la Edad Media.

- El museo de la torre del Puerto, en el paseo Miramar del puerto de Cambrils, atiende a menudo exposiciones retrospectivas de la cultura e historia marinera.

- El yacimiento de la villa romana de la Llosa, en la calle Josep Iglesias de la urbanización Albareda.

### Salas de exposiciones
Salas públicas municipales:
- La sala Espai El Pati, situada en la planta sótano 2 del Centro Cultural y tiene una superficie de 138,42 m².
- Sala Àgora: el edificio consistorial cuenta, desde el año 1996, con un espacio en la planta baja de unos 200,22 m² para exposiciones.
- Sala Àmbits: se encuentra situada en la planta baja del Centro Cultural y Ocupacional y tiene una superficie de 126,66 m²
- La Torre del Puerto. Situada enfrente del puerto actualmente se utiliza como sala de exposiciones temporales especialmente relacionadas con el patrimonio marítimo. Horario: sábados de 11 a 14; domingos y festivos de 11 a 14 y lunes cerrado

## Administración y política

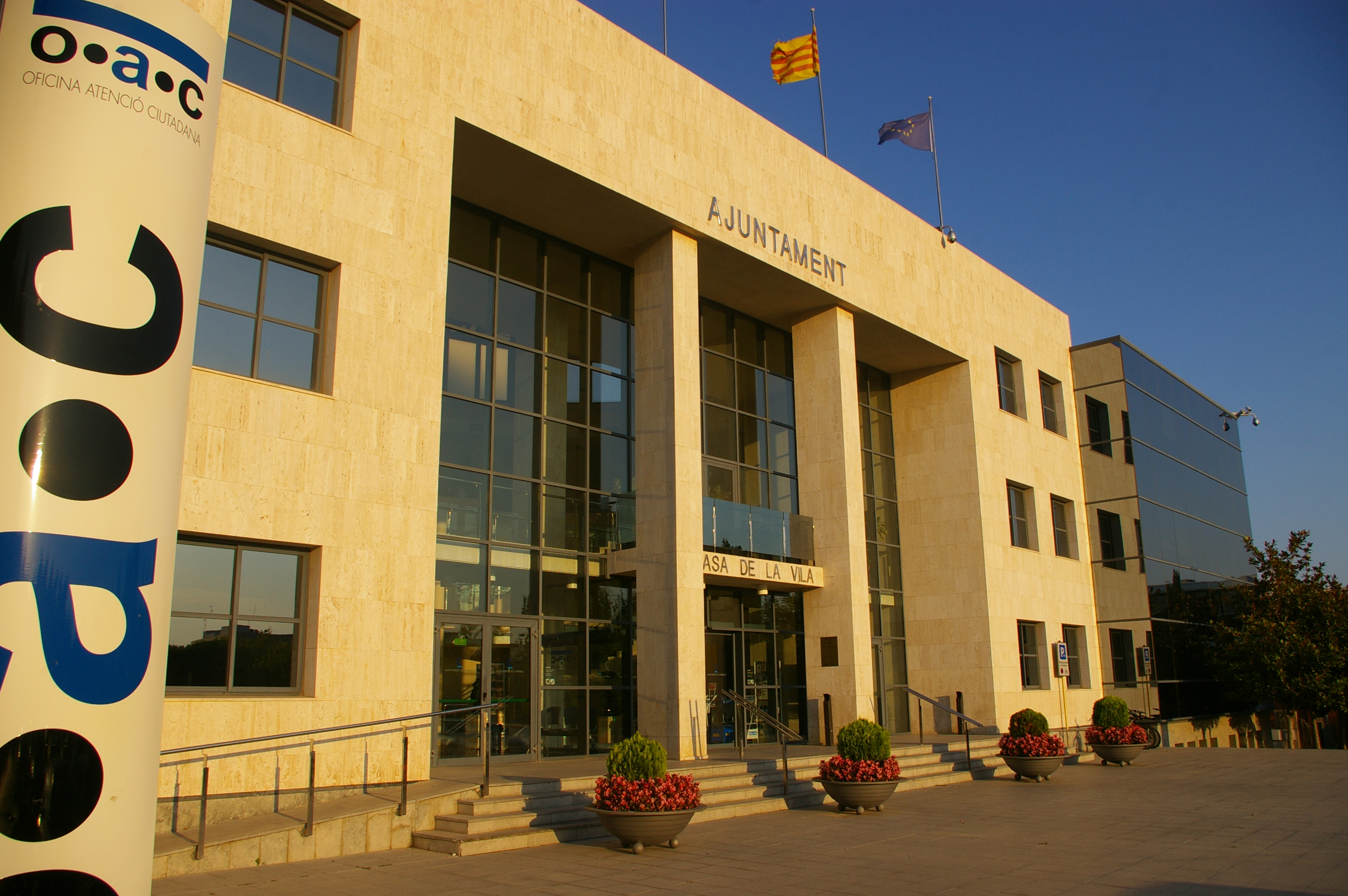
Ayuntamiento de Cambrils

| Periodo   | Nombre                       | Partido | Partido                                    |
| --------- | ---------------------------- | ------- | ------------------------------------------ |
| 1979–1983 | Josep M. Queral Muñoz        |         | Independiente                              |
| 1983–1987 | Joan Mas Nolla               |         | Partit dels Socialistes de Catalunya (PSC) |
| 1987–1991 | Josep M. Panicello Hernández |         | Convergència i Unió (CiU)                  |
| 1991–1995 | Josep Pedrell Font           |         | Independiente                              |
| 1995–1997 | Josep M. Panicello Hernández |         | Convergència i Unió (CiU)                  |
| 1997–1999 | Robert Benaiges Cervera      |         | Partit dels Socialistes de Catalunya (PSC) |
| 1999–2003 | Joan Serra Sabaté            |         | Convergència i Unió (CiU)                  |
| 2003–2011 | Robert Benaiges Cervera      |         | Partit dels Socialistes de Catalunya (PSC) |
| 2011–2015 | Mercè Dalmau i Mallafré      |         | Convergència i Unió (CiU)                  |
| 2015–2021 | Camí Mendoza i Mercè         |         | Esquerra Republicana de Catalunya (ERC)    |
| 2021-act. | Oliver Klein Bosquet         |         | Nou Moviment Ciutadà per Cambrils (NMC)    |

| Partido político                                         | 2023  | 2023  | 2023       | 2019  | 2019  | 2019       | 2015  | 2015  | 2015       | 2011  | 2011  | 2011       | 2007  | 2007  | 2007       |
| Partido político                                         | %     | Votos | Concejales | %     | Votos | Concejales | %     | Votos | Concejales | %     | Votos | Concejales | %     | Votos | Concejales |
| Nou Moviment Ciutad per Cambrils (NMC)                   | 23,67 | 2701  | 6          | 10,78 | 1456  | 3          | 16,11 | 1798  | 4          | 12,19 | 1318  | 3          | —     | —     | —          |
| Esquerra Republicana de Catalunya (ERC)                  | 14,15 | 1615  | 4          | 21,04 | 2841  | 6          | 17,70 | 1976  | 4          | 3,94  | 426   | 0          | 10,88 | 1091  | 2          |
| Partit dels Socialistes de Catalunya (PSC)               | 12,79 | 1460  | 3          | 13,94 | 1883  | 4          | 11,49 | 1282  | 3          | 21,32 | 2305  | 6          | 34,51 | 3461  | 8          |
| Junts per Catalunya (JxC)-Convergència i Unió (CiU)      | 11,81 | 1348  | 3          | 12,29 | 1660  | 3          | 16,14 | 1801  | 4          | 21,96 | 2375  | 6          | 13,21 | 1325  | 3          |
| Partit Popular de Catalunya (PP)                         | 8,19  | 935   | 2          | 6,32  | 854   | 1          | 9,08  | 1013  | 2          | 17,23 | 1863  | 4          | 11,51 | 1154  | 3          |
| Vox                                                      | 7,59  | 867   | 2          | 1,75  | 268   | 0          | —     | —     | —          | —     | —     | —          | —     | —     | —          |
| En Comú Podem (ECP)-Iniciativa per Catalunya Verds (ICV) | 6,25  | 714   | 1          | 4,37  | 590   | 0          | 5,54  | 618   | 1          | 4,91  | 531   | 0          | 7,35  | 737   | 1          |
| Ciutadans (CS)                                           | 3,59  | 410   | 0          | 14,20 | 1918  | 4          | 11,80 | 1317  | 3          | —     | —     | —          | 4,16  | 417   | 0          |
| Federació d'Independents de Catalunya (FIC)              | —     | —     | —          | —     | —     | —          | 2,40  | 268   | 0          | 9,82  | 1062  | 2          | 15,68 | 1572  | 4          |

## Servicios
Cambrils es una ciudad bien comunicada. Las vías de comunicación y transporte son:

### Ferrocarril
Dispone de estación de ferrocarriles de la empresa pública RENFE, que está en la línea Barcelona-Valencia. Con el reciente estreno a comienzos del año 2020 de la variante del Corredor Mediterráneo, la estación ha cambiado su ubicación, emplazándola lejos del centro urbano.

### Autopistas y carreteras principales
- Autopista a peaje: AP-7 de Barcelona a Valencia.
- Autovía: A-7: de Barcelona a Cádiz
- carretera Nacional N-340: una buena parte ha estado sustituida por la autovía A-7. El resto de los tramos antiguos, que eran titularidad del Estado, ahora lo son del ayuntamiento de Cambrils.

### Otras carreteras
- Carretera T-312: de Cambrils a Montbrió de Tarragona
- Carretera T-314: de Reus al parc Samà y a la T-312.
- Carretera T-325, conocida popularmente como Vial de Cavet: carretera urbana que por el interior une Cambrils con Salou.
- Carretera TV-3147, conocida también como Avenida Diputación, que une por el litoral Cambrils con Salou.
- Carretera TV-3141, conocida popularmente como carretera de la Misericordia: que une Cambrils con Reus.

### Transporte público

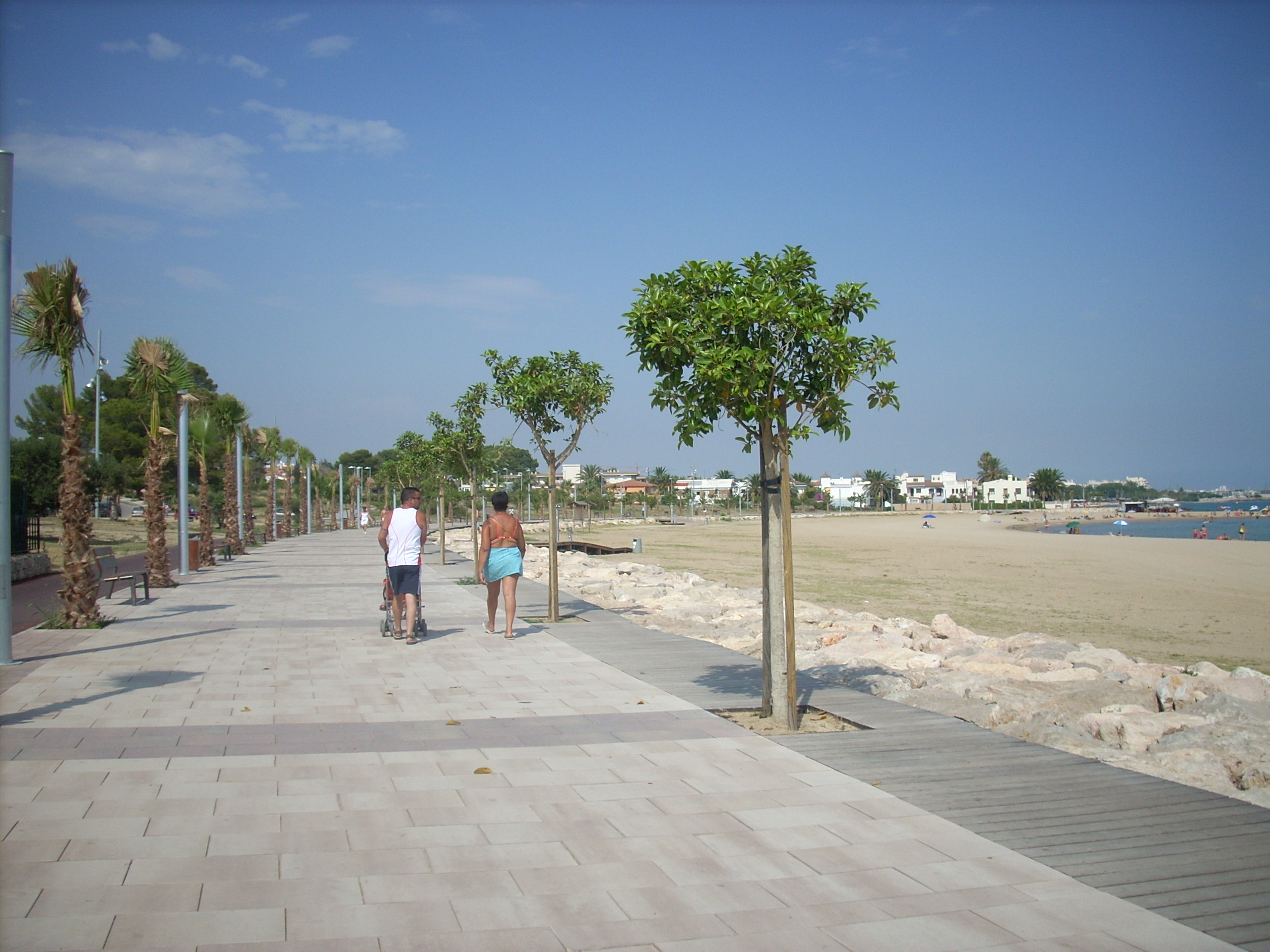
Paseo marítimo y litoral

Los medios de transporte público en Cambrils son:
Taxi: dispone de servicio de taxi. Hay numerosas paradas de taxi por todo el centro urbano, si bien las principales están en la confluencia de la rambla Jaume I con la Avenida Diputació y con el puerto de Cambrils; y también en la estación de ferrocarriles.
Existe estación de bus en Cambrils, para las líneas regulares de transporte de viajeros.
Autobuses regulares urbanos: dispone de 2 líneas de transporte regular urbano, con horarios diferentes según sea temporada escolar o temporada estival.
Otras líneas y servicios de transporte regular de transporte interurbano en bus:
- Bus Plana es la empresa local de autocares que ofrece el servicio público por Salou, Cambrils, Vilafortuny y La Pineda y viajes con línea regular a Barcelona, Cambrils, Mercado de Bonavista, Port Aventura, Reus, Salou y Tarragona. También ofrece transfers desde el Aeropuerto de Reus a La Pineda, Salou, Hoteles P.Aventura y Cambrils. Desde el Aeropuerto de Barcelona a La Pineda, Salou, Hoteles P.Aventura, Cambrils y Tarragona. Por otro lado, realiza viajes PLUS en autobús.
- Hife, SA (Hispano de Fuente de Segura, SA)

### Aeropuertos
- A 12 km se halla el Aeropuerto de Reus.
- A 105 km se halla el Aeropuerto de Barcelona.

### Puertos
Cambrils dispone de puerto, si bien en transporte de pasajeros tan solo dispone de servicios lúdicos de golondrinas.
El puerto de mercancías y transporte de pasajeros más cercano es el de Tarragona, a 20 km de distancia.
Características:
- Bocana: 6,5 m
- Diques: 2
- Número de muelles: 13
- Metros lineales de muelles: 1482